# Universidade Estadual de Campinas
Universidade Estadual de Campinas (Unicamp) é uma instituição de ensino superior pública estadual brasileira, sediada na cidade de Campinas, no estado de São Paulo, considerada uma das melhores universidades do país e da América Latina. É uma das quatro universidades mantidas pelo Governo do Estado de São Paulo, ao lado da Universidade de São Paulo (USP), da Universidade Estadual Paulista (Unesp) e da Universidade Virtual do Estado de São Paulo (Univesp).
Fundada em 1962, a Unicamp foi projetada do zero como um sistema integrado de centros de pesquisa, ao contrário de outras universidades brasileiras, geralmente criadas pela consolidação das escolas e institutos anteriormente existentes. Seu foco em pesquisa reflete que quase metade de seus estudantes são alunos de pós-graduação, a maior proporção entre todas as grandes universidades no Brasil. Ela também se destaca no grande número de cursos de pós-graduação oferecidos (153, comparados aos 70 cursos de graduação), além de oferecer vários cursos para cerca de 8 mil estudantes por meio de sua escola de extensão.
Seu principal campus ocupa 3,5 quilômetros quadrados e está localizado no distrito de Barão Geraldo, uma área suburbana a 12 km do centro de Campinas, construída logo após a criação da universidade. A universidade também tem campi nos municípios de Limeira, Piracicaba e Paulínia, além de gerir duas instituições de ensino técnico, localizadas em Campinas e Limeira. Seu financiamento é quase inteiramente oriundo do governo do estado. Como outras universidades públicas brasileiras, a Unicamp também não cobra mensalidades ou taxas de administração para seus cursos de graduação e pós-graduação.
A Unicamp é responsável por cerca de 15% da produção científica brasileira. Ela também produz mais patentes do que qualquer outra organização de pesquisa brasileira, atrás somente da estatal Petrobras. Vários rankings universitários internacionais classificam a Unicamp como uma das melhores universidades do mundo. Em 2015, o QS a classificou como a 195ª melhor universidade do mundo, além da 11ª melhor universidade com menos de 50 anos de existência do planeta e como a 24ª melhor instituição universitária dos BRICS e de outros países em desenvolvimento. Em 2015, a Unicamp foi a universidade com maior número de cursos bem avaliados do país pelo Ministério da Educação.
Em julho de 2017, a Unicamp ultrapassou pela primeira vez a USP, tornando-se a melhor universidade da América Latina, conforme classificação da revista britânica Times Higher Education (THE). Em 2019, a Unicamp gerou impacto de R$13,8 bilhões na região de campinas, contabilizando empregos diretos e indiretos, além do impacto econômico das suas empresas-filhas.

## História

### Década de 1960: Fundação

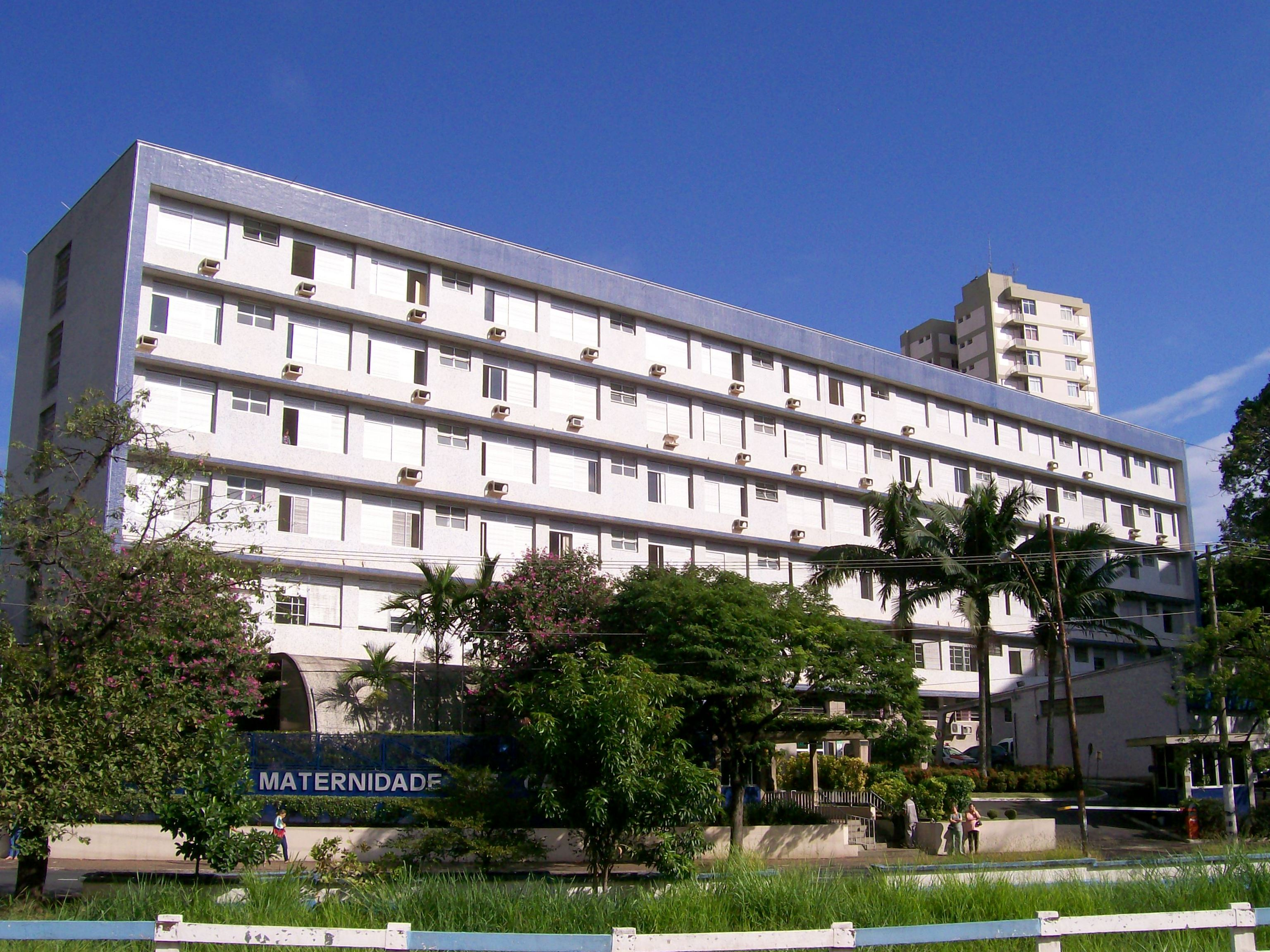
A Maternidade de Campinas, onde a Faculdade de Ciências Médicas era originalmente localizada

No início da década de 1960, o governo de São Paulo queria abrir um novo centro de pesquisa no interior do estado para promover o desenvolvimento e a industrialização da região e pediu a Zeferino Vaz, fundador da Faculdade de Medicina de Ribeirão Preto da Universidade de São Paulo, que organizasse a nova instituição. Em paralelo, uma escola de medicina estava sendo planejada em Campinas, uma demanda da população local que datava do início dos anos 1940. A Faculdade de Medicina de Campinas foi criada pela lei em 1959, mas a sua real implementação nunca ocorreu.
A nova universidade foi criada por lei em 28 de dezembro de 1962, mas começou a funcionar efetivamente em 1966. Antes disso, apenas a Faculdade de Medicina funcionava. Em abril de 1963, o primeiro vestibular aconteceu, com 1.592 candidatos a concorrer por 50 vagas do curso de medicina. A primeira palestra na então recém-criada Universidade Estadual de Campinas aconteceu no dia 20 de maio do mesmo ano. Em 1965, a comissão organizadora da nova universidade começou a procurar um local para um novo campus.
Uma grande área que compreendia 110 hectares foi doada pela família Almeida Prado, localizada em um vale no distrito de Barão Geraldo, na cidade de Campinas, perto da interseção de várias rodovias. Até então, Barão Geraldo era um pequeno vilarejo rodeado por campos agrícolas, em particular de plantações de cana-de-açúcar. O desenvolvimento da universidade conduziu a uma mudança dramática no distrito, que resultou em bairros completamente novos, sendo zoneados, planejados e construídos geralmente pela mesma família, a Almeida Prado.
O trabalho no novo campus começou no dia 5 de outubro de 1966 e o primeiro edifício concluído foi o Instituto de Biologia, seguido por edifícios administrativos. No mesmo ano, Zeferino Vaz foi nomeado reitor. Em paralelo ao novo campus, novas unidades foram abertas em outros municípios, absorvendo as faculdades locais. A Faculdade de Odontologia de Piracicaba foi absorvida em 1967 e, em 1969, a Faculdade de Engenharia de Limeira.

### 1970-1990: Crescimento e crise

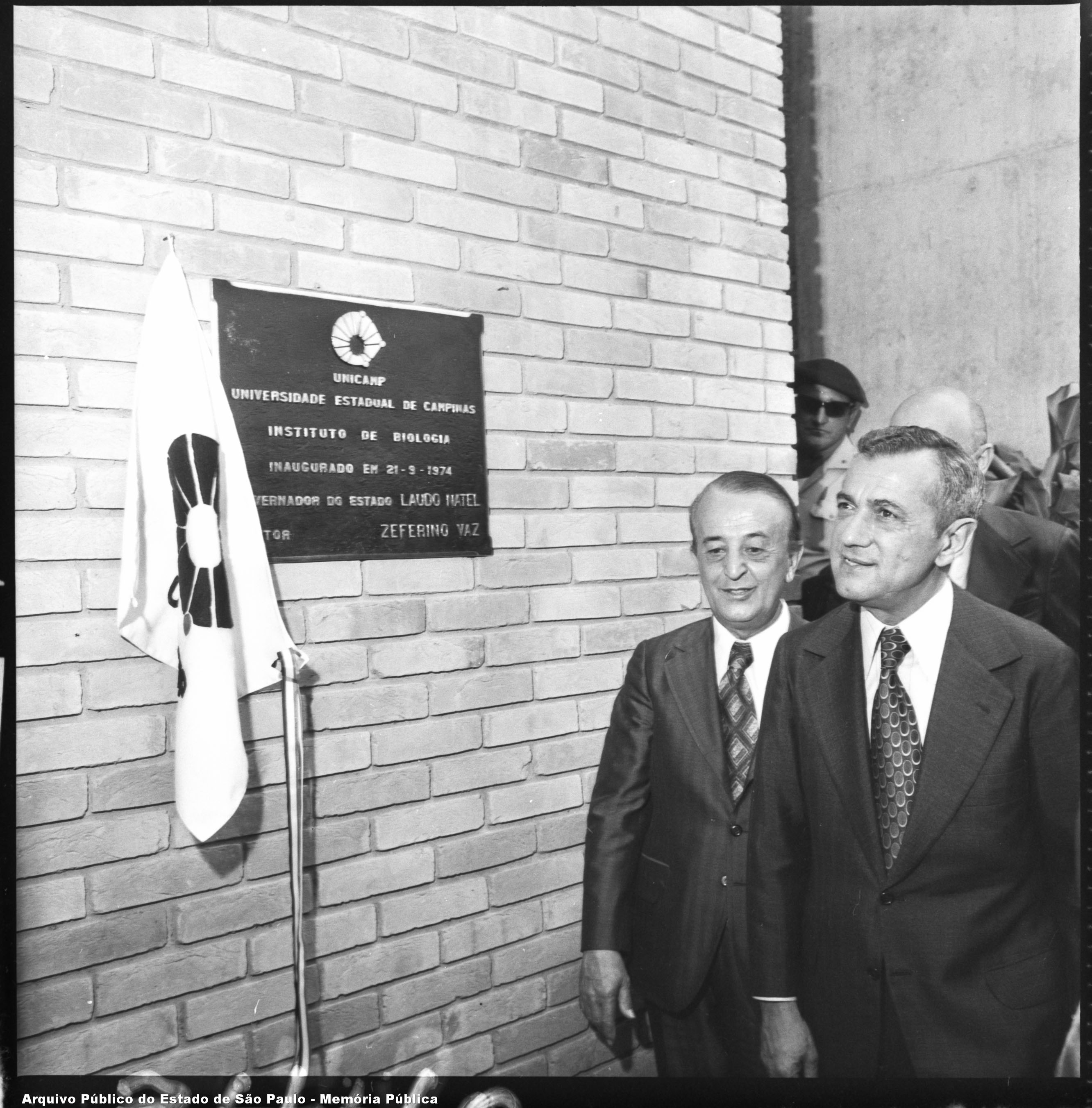
Zeferino Vaz e Laudo Natel durante a inauguração do Instituto de Biologia da Unicamp.

Nas duas décadas seguintes, a nova universidade expandiu-se rapidamente. O campus cresceu para 19 institutos e faculdades e, depois que Zeferino Vaz morreu em 1981, foi nomeado em homenagem a ele. Com a construção do campus concluída, a Faculdade de Ciências Médicas (antiga Faculdade de Medicina de Campinas) foi movida para o novo campus, e o seu hospital de ensino, o Hospital de Clínicas, tornou-se o maior hospital público da região, com mais de 300 mil consultas anuais.
Expansão no campus continuou, com novos edifícios, institutos e expansões sendo adicionados quase todos os anos. Mas até o final da década de 1970, a universidade enfrentou uma crise. Durante sua rápida expansão, ela invocou uma série de estatutos, a maioria emprestados da Universidade de São Paulo, e não tinha regulamentos internos formais. Com o envelhecimento Zeferino Vaz, que enquanto não era o reitor atuava como uma força moderadora entre as partes com interesses conflitantes, em especial entre os da comunidade acadêmica de esquerda e os nomeados pelo conservadora ditadura militar que governava o país.
Depois da morte de Zeferino, em 1981, houve um conflito entre o Coordenador Geral da universidade, indicado e apoiado pelo governo, e o Conselho Diretivo, composto por diretores de diferentes institutos. O reitor introduziu novas regras de redução do poder do Coordenador Geral. Como retaliação, o governo estadual removeu seis membros do Conselho Diretivo, substituindo-os por pessoas de Conselho de Educação Estadual que eram leais ao então governador, Paulo Maluf.

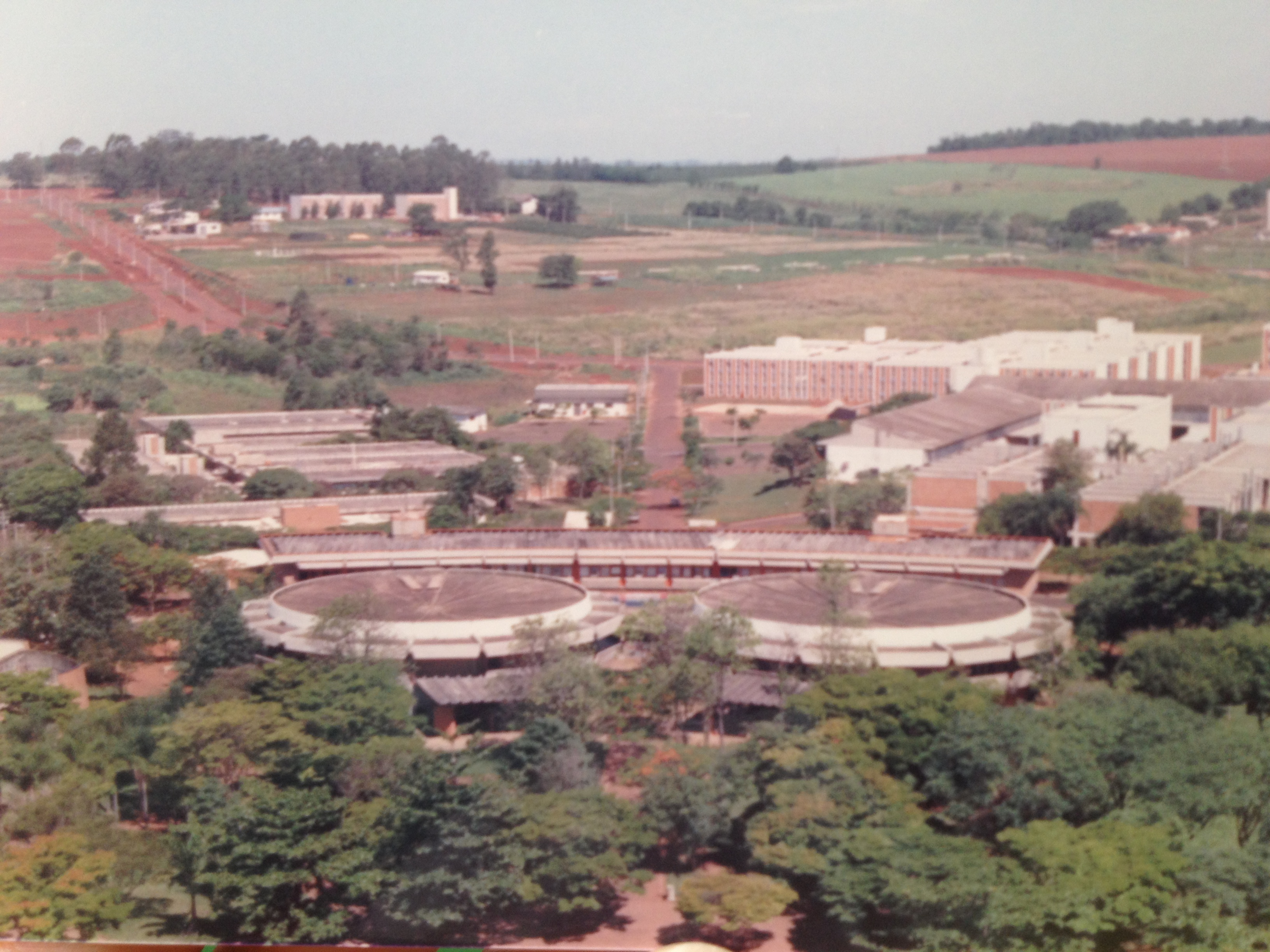
O campus por volta de 1990, olhando a sudeste da praça central

As tensões entre a comunidade acadêmica e os conselheiros nomeados pelo governo aumentaram, com o futuro Ministro da Educação, Paulo Renato Costa Souza, presidente da Faculdade de Associação, classificando o episódio como uma "intervenção branca". Depois da expulsão de várias líderes de institutos e membros da administração, os trabalhadores administrativos entraram em greve, com o apoio de alunos e professores. Com as atividades na universidade suspensas pela greve, o governador declarou uma intervenção formal na universidade em outubro de 1981.
Apesar da polícia ter apoiado a intervenção, a universidade continuou em greve. Os diretores nomeados dos institutos não conseguiram quebrar o impasse entre as forças internas e externas e, pelo início de 1982, discussões tiveram início para uma nova lista de candidatos à reitoria. Eventualmente, José Aristodemo Pinotti, ex-decano da faculdade de Ciências Médicas e geralmente considerado um moderado, foi selecionado pela comunidade acadêmica e aceito pelo governador. Na semana seguinte, no dia 19 de abril de 1982, a intervenção foi cancelada e atividades acadêmicas retomadas normalmente.
Após a crise, a Unicamp viu um período de renovação e reestruturação. Em 1983, o regimento interno foi reescrito, o que garantiu a autonomia da comunidade acadêmica, sendo que uma nova estrutura de gestão para o campus foi implementada. Em 1986, o recém-criado Conselho Universitário substitui Conselho Diretivo anterior como órgão supremo da universidade. Os últimos anos da década de 1980 viram uma reformulação do vestibular, a expansão dos laboratórios e a realização das primeiras unidades de moradia estudantil.

### De 1990 em diante

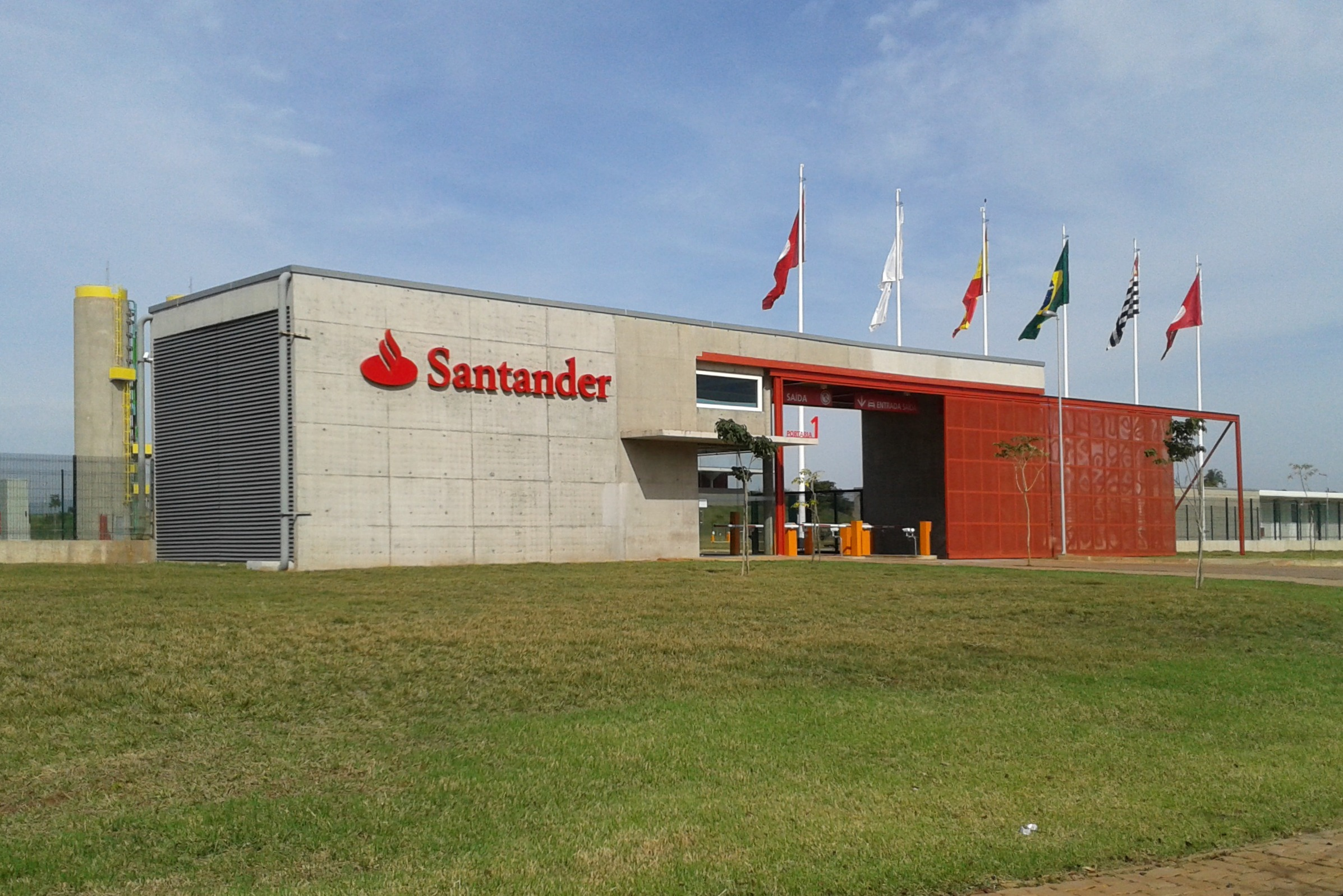
A entrada datacenter do Grupo Santander, localizado próximo à Unicamp

Com uma nova estrutura administrativa capaz de suportar o crescimento contínuo e com a sua autonomia assegurada, a Unicamp passou por um período de consolidação na década de 1990. Houve um aumento de cursos noturnos, criados para fornecer uma alternativa para os estudantes de baixa renda que tinham que trabalhar durante o dia, além de um aumento da utilização de salas de aula e da infraestrutura existente, chegando a um terço do total de vagas disponíveis.
O período também viu uma expansão da indústria de tecnologia na região, centrado em torno da Unicamp, com Motorola, IBM, Solectron, Lucent Technologies e muitas outras empresas a criar laboratórios de pesquisa e centros de produção na região, motivadas pelo grande número de profissionais altamente qualificados que se formavam a cada ano, culminando com a abertura do Instituto de Computação, em 1996.
Na década de 2000, a Unicamp consolidou-se como um dos principais centros de pesquisa e ensino na América Latina , mas também trouxe novos desafios: assim como outras universidades públicas no Brasil, os altos gastos com os funcionários (mais de 90% do orçamento total) restringem o investimento e a expansão da universidade. Isso é ainda mais agravado pela depressão econômica que o Brasil está enfrentando desde 2014, a maior da história do país.

## Campus

Campus principal em Barão Geraldo

O emblemático campus principal da Universidade Estadual de Campinas está localizado no distrito de Barão Geraldo, a 12 km do centro de Campinas. Ele ocupa atualmente uma área de 350 hectares situada em um vale rodeado por suaves colinas e é delimitado a oeste pela zona urbana de Barão Geraldo, a sul e a leste por terras de cultivo e ao norte por um lago e um novo parque industrial construído nos anos 2000.

#### Design
O campus tem um design único, com a biblioteca principal, edifícios de estudantes, de serviços e um restaurante no centro da praça circular, e a maioria dos prédios acadêmicos localizados em blocos que emanam do centro radial. As diferentes áreas de estudo são agrupadas em seções maiores, mas vizinhas de outras áreas com as quais compartilham similaridades: O edifício da filosofia marca a fronteira entre as ciências humanas, matemática e economia, enquanto que a Escola de Engenharia de Alimentos é limitada pelos edifícios de engenharia química e de biologia. O arquiteto responsável pelo projeto do campus foi João Carlos Bross.
Ruas com nomes de importantes contribuintes para cada campo, incluindo as ruas Elis Regina e Carlos Gomes e a avenida Alan Turing, entre outras.

#### História

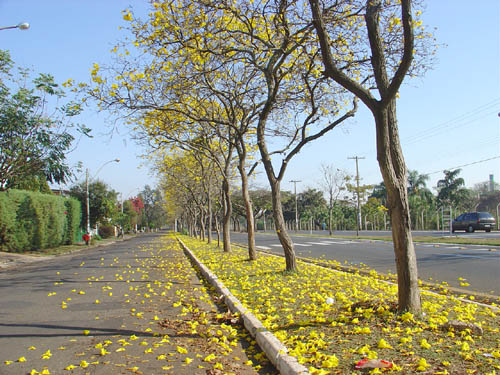
Ipês do campus de Barão Geraldo, durante a primavera

A área ocupada pelo campus era em grande parte ocupada pela fazenda Rio das Pedras, de propriedade da proeminente família Almeida Prado. Para configurar um novo campus, Zeferino Vaz foi à procura de uma grande área plana na periferia da cidade, onde ele teria a liberdade para projetar o campus e seu entorno a partir do zero. Interessada em desenvolver a área da fazenda em torno de Barão Geraldo, a família então doou uma área inicial de 110 hectares para a universidade. O restante do terreno foi eventualmente identificado e desenvolvido em vários bairros, mas a principal fazenda histórica e seu entorno permanecem, agora protegidos como patrimônio e uma reserva natural.

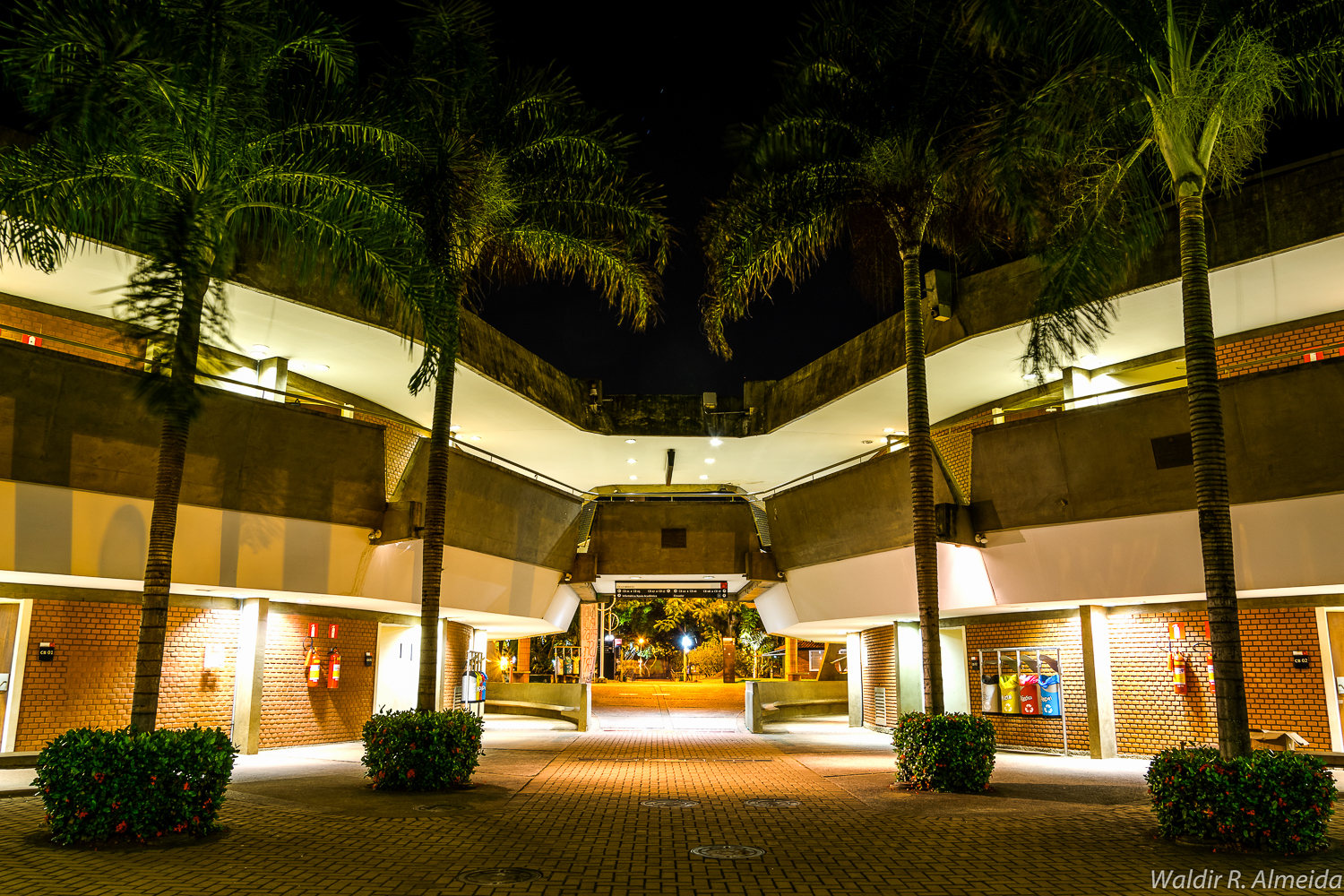
Ciclo Básico, o conjunto de salas de aula partilhado por várias faculdades

Com o terreno protegido, o campus foi então projetado de forma a garantir o máximo de colaboração entre as diferentes ciências, com edifícios postos ao longo de ruas radiais proveniente de uma praça central, que também recebeu a edifícios administrativos. O layout do campus foi depois utilizado no design do logotipo da universidade, criado por Max Schiefer, que é essencialmente um mapa simplificado do círculo central do campus. Esta estrutura é semelhante ao campus da Universidade da Califórnia em Irvine, nos Estados Unidos, construído na mesma época.
Em 1966, a construção do novo campus foi iniciada. Na época, o próprio presidente da república, General Castello Branco, lançou a pedra fundamental do Instituto de Biologia. A inauguração se deu em 1968, tendo as aulas iniciado no ano seguinte. Em 1971, a área do campus foi expandida para 130 hectares, mais do que dobrando seu tamanho, para acomodar a mudança da Faculdade de Ciências Médicas, que até então estava localizada em vários edifícios na cidade de Campinas. Esta expansão contou com a construção de um enorme hospital público, o Hospital das Clínicas (HC), que começou a servir a população em 1979.
Apesar da construção inicial ter sido considerada completa em 1978, o campus tem crescido através da contínua adição de novos edifícios e institutos. Em 2014, depois de anos de negociação, a universidade decidiu comprar a Fazenda Argentina, localizada no lado leste do campus, aumentando a área total em 60%, para 350 hectares. Esta aquisição permitirá a expansão das áreas de ciências médicas e atletismo, bem como novos laboratórios.

#### Centro médico

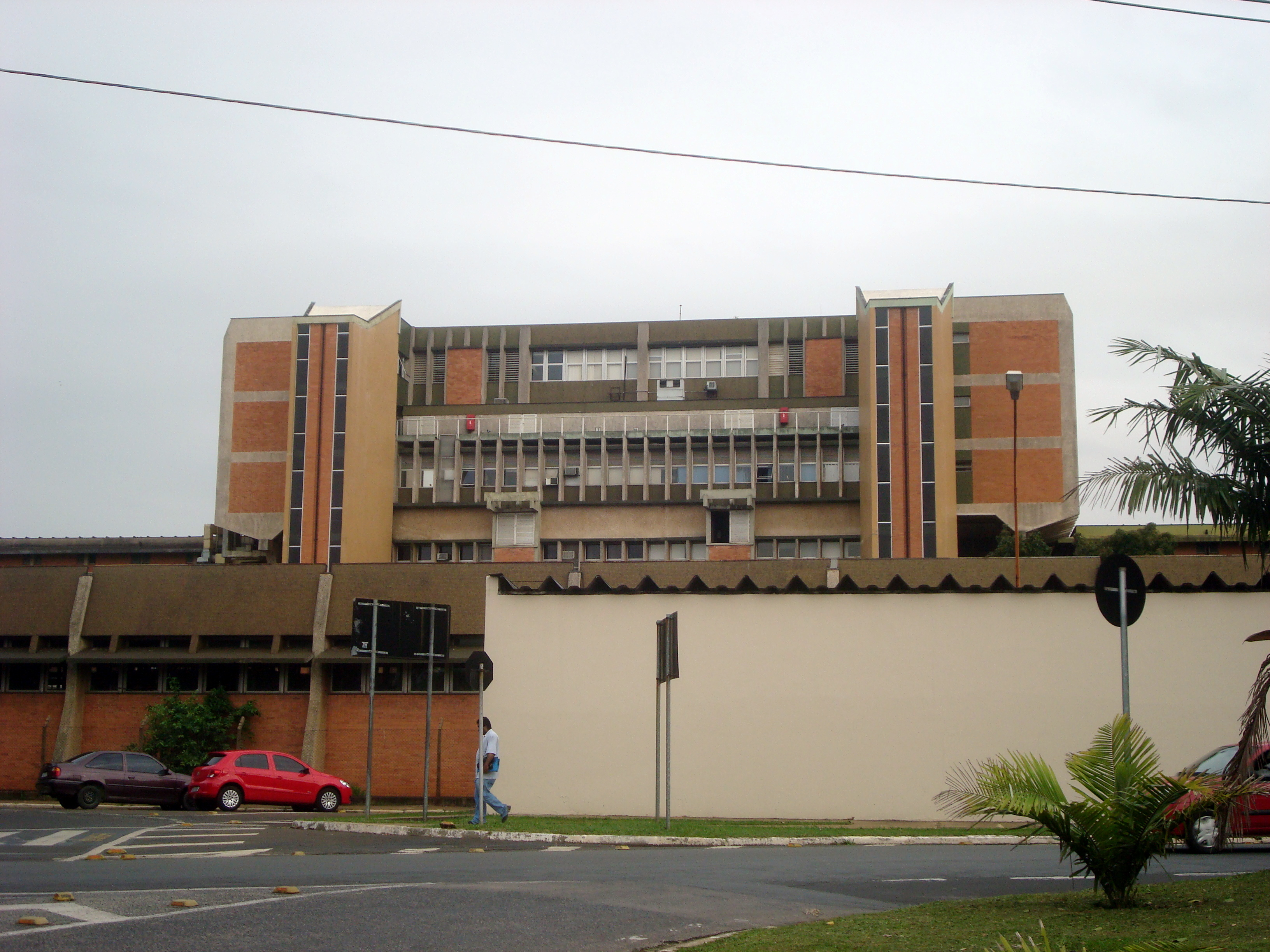
Hospital de Clínicas da Unicamp.

O campus principal da Unicamp abriga a faculdade de hospital universitário das ciências médicas, o Hospital das Clínicas. A construção iniciou-se em 1975 e o hospital abriu suas primeiras clínicas e alas de internamento de doentes em 1979, mas só ficou totalmente operacional em 1985, quando a faculdade de Ciências Médicas foi transferida da maternidade de Campinas para o novo campus.
O hospital conta com quase mil leitos e serve de meio milhão de pessoas todos os anos através do serviço público de saúde brasileiro, o SUS, realizando, em média, 40 cirurgias e 13 nascimentos todos os dias. Em 2000, o hospital foi alterado a partir de um centro de atendimento primário e secundário para um centro terciário de recepção de casos complexos a partir de outros hospitais e clínicas na região, mas cerca de 60% dos pacientes no hospital ainda são os casos que podem ser tratados pelos centros de saúde locais.
O hospital emprega diretamente de 3,1 mil pessoas e também serve como um centro de prática para a faculdade e de treinamento e residência para os estudantes de medicina, enfermagem e terapia da fala.

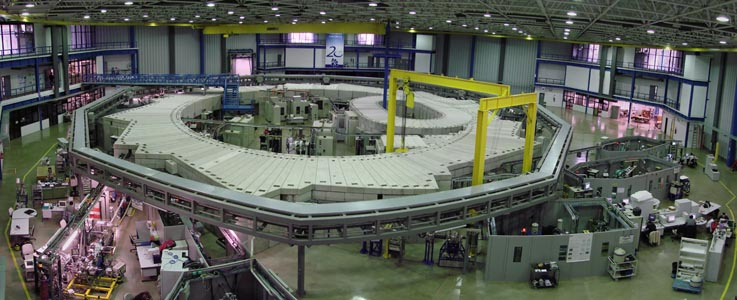
Laboratório Nacional de Luz Síncrotron (LNLS)

#### Laboratório de Luz Síncrotron
Apesar de não fazer parte da Unicamp, o Laboratório Nacional de Luz Síncrotron (LNLS) é uma instituição de pesquisa focada em física, biologia estrutural e nanotecnologia que mantém laços estreitos com a universidade e é operada como parte do Centro Nacional de Pesquisa em Energia e Materiais (CNPEM). O laboratório foi concebido em 1983 e começou a operar em 1997, localizado ao lado do principal campus. O LNLS tem o único acelerador de partículas da América Latina, um síncrotron, usado como uma fonte de luz síncrotron projetado e construído no Brasil para vários estudos físicos, químicos, geológicos e biológicos.

### Limeira

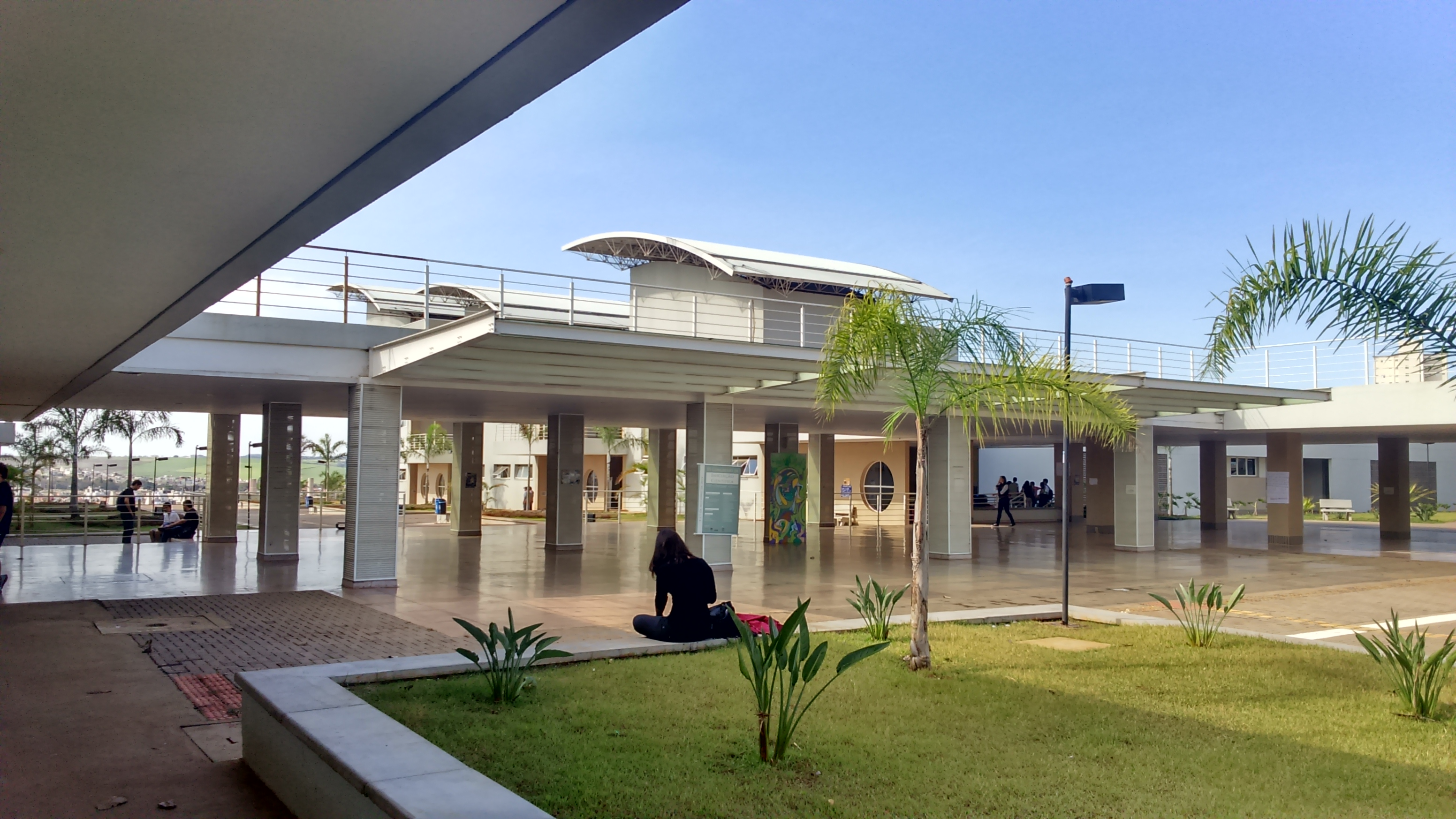
Campus da Faculdade de Ciências Aplicadas, em Limeira

A presença da Unicamp em Limeira, município a cerca de 50 km de Campinas, data do final da década de 1960, quando a jovem universidade absorveu a Faculdade de Engenharia de Limeira, que se tornou a Faculdade de Engenharia Civil. Apesar da faculdade ter sido finalmente transferida para o campus de Campinas em 1989, foram lançados novos cursos da universidade em Limeira com a criação da CESET e, posteriormente, a Faculdade de Tecnologia de Unicamp, localizada perto do centro da cidade, abrangendo os cursos de engenharia ambiental, engenharia de telecomunicações, engenharia de transportes, sistemas de informação, tecnologia em análise e desenvolvimento de sistemas e tecnologia em saneamento ambiental

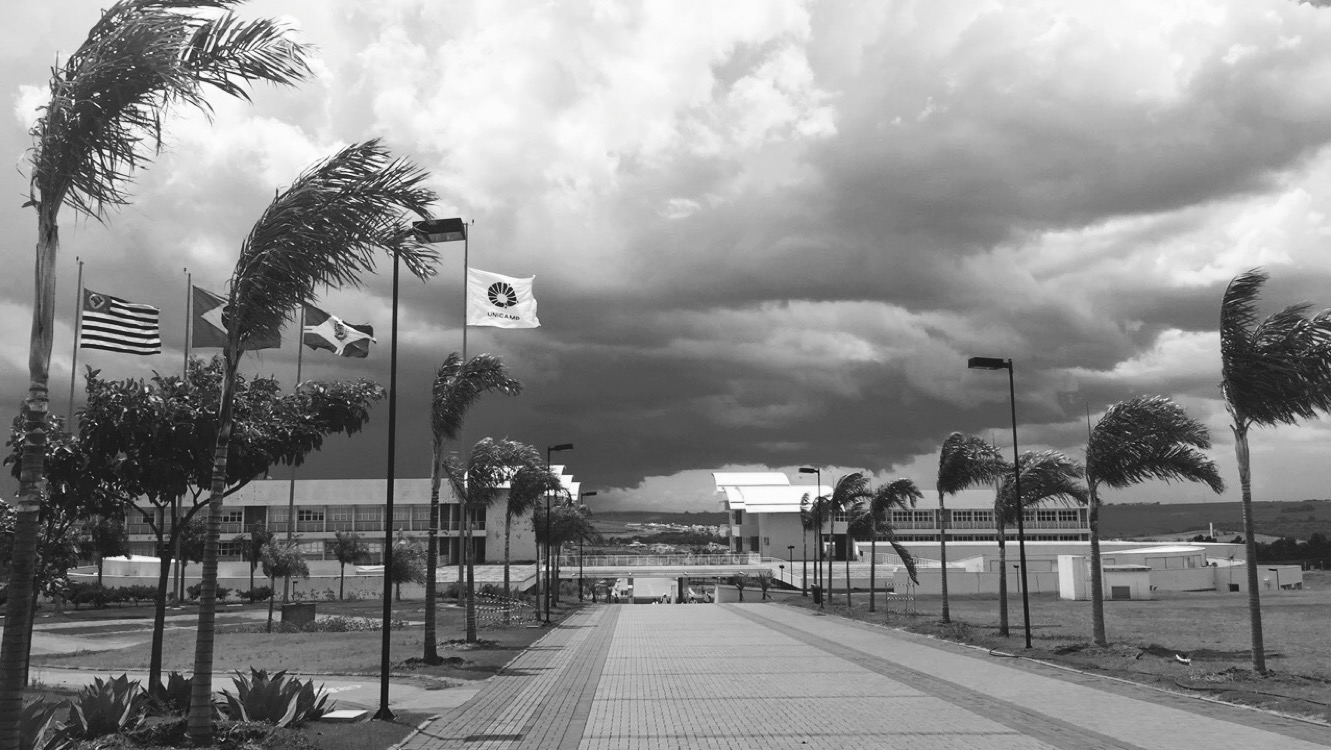
Entrada principal da FCA, Unicamp

Em 2008, a Unicamp decidiu estabelecer um novo campus e criou a Faculdade de Ciências Aplicadas em Limeira, oferecendo atualmente os cursos de engenharia de manufatura, engenharia de produção, nutrição e ciências do esporte de forma integral, e os cursos de administração e administração pública no período noturno. Com o campus, foram adicionados novos cursos de graduação, com capacidade para 480 alunos por ano.

### Piracicaba
Em 1967, a Unicamp absorveu a Faculdade de Odontologia de Piracicaba (FOP), fundada em 1955 e localizada a 50 quilômetros a noroeste do campus principal, em Campinas. Com mais de mil alunos, a faculdade era inicialmente localizada em um edifício histórico perto do centro da cidade e na década de 1970 um novo campus foi construído, ocupando uma área de 60 hectares na periferia da cidade, a uma curta distância da Escola Superior de Agricultura (ESALQ) da USP.

### Paulínia
Na cidade vizinha de Paulínia, a universidade opera um centro de pesquisa multidisciplinar focado em biociências, adquirido em 1986 da Monsanto e integrado à universidade como CPQBA. Como parte da aquisição, a Unicamp obteve acesso às pesquisa anteriormente exploradas no centro, especialmente sobre ciências agrárias. A investigação é normalmente financiada por entidades externas, tais como empresas e outras universidades.

### COTUCA e COTIL
Além dos cursos superiores, a Unicamp também é responsável pela execução e financiamento duas instituições de ensino técnico, o Colégio Técnico de Campinas (COTUCA) e o Colégio Técnico de Limeira (COTIL). O Cotuca está localizado há 50 anos em um edifício histórico perto do centro da cidade, construído em 1918, que também abrigou a Unicamp por um breve período antes do atual campus ter sido construído. Em 2014, ele foi transferido para o campus principal enquanto o antigo prédio passou por reformas. Ambas estão entre as melhores instituições públicas de ensino médio e ensino técnico no país e são altamente competitivas, com as admissões feitas através de um exame de seleção aberto para estudantes.

## Organização e administração

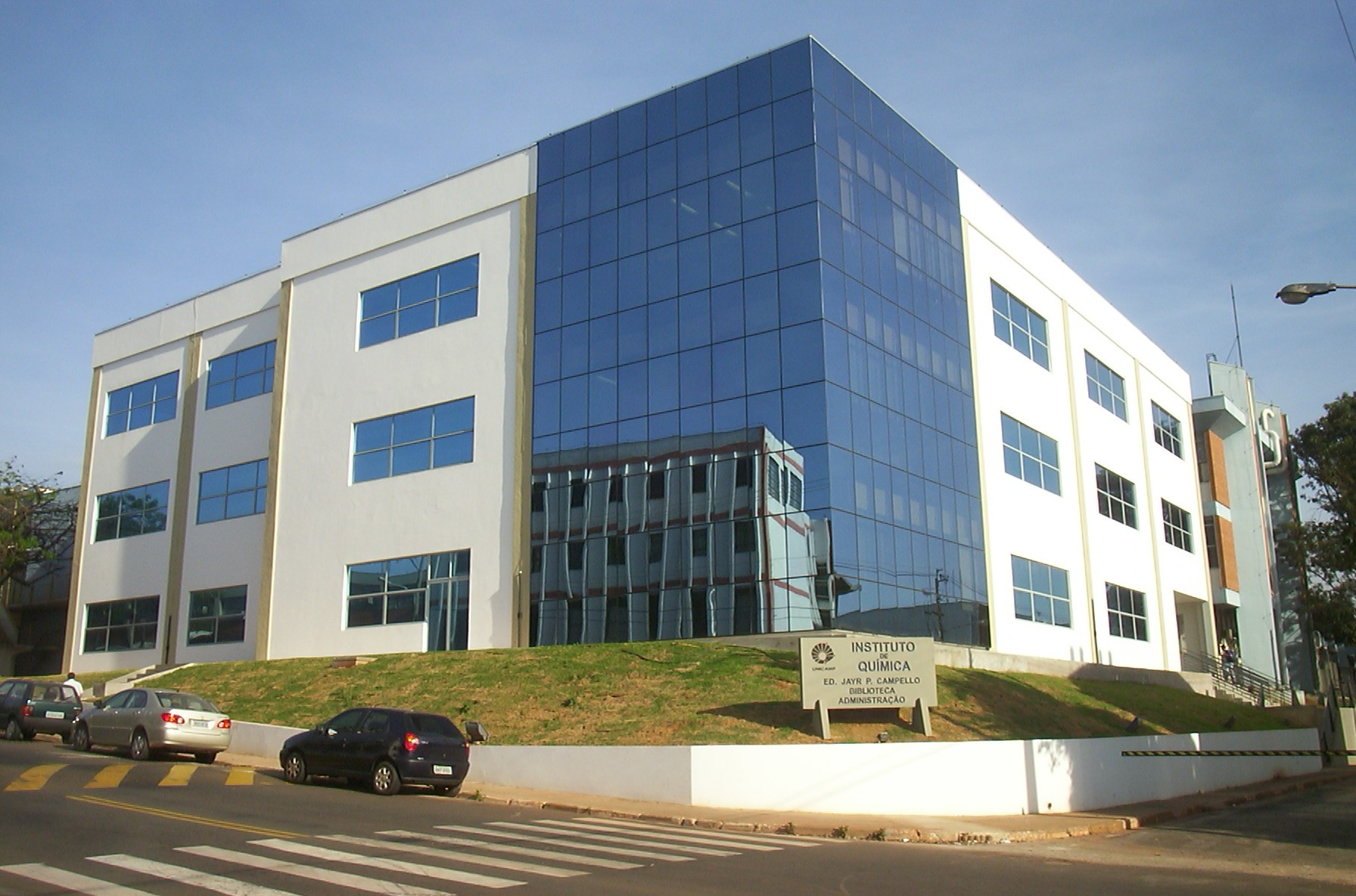
Administração e Biblioteca do Instituto de Química

De forma semelhante a outras instituições de ensino brasileiras, a Unicamp é composta por várias unidades de ensino semi-autônomas, designadas como faculdades e institutos. Cada unidade é dirigida por um diretor da faculdade, o equivalente a um reitor, eleito pelo corpo docente e por representantes dos estudantes.
A administração da universidade está estruturada de forma semelhante a outras universidades públicas do país. O órgão de decisão suprema é o Conselho Universitário (CONSU), composto por todos os diretores, além de vários representantes da comunidade acadêmica, alunos, pessoal administrativo e comunidade externa. O conselho se reúne cerca de quatro a cinco vezes por ano, quando realiza decisões administrativas de alto nível, como a aprovação do orçamento, e tem a palavra final em processos administrativos internos. A administração rotineira é deixada para o reitor e a reitoria.

### Escolas, faculdades e institutos

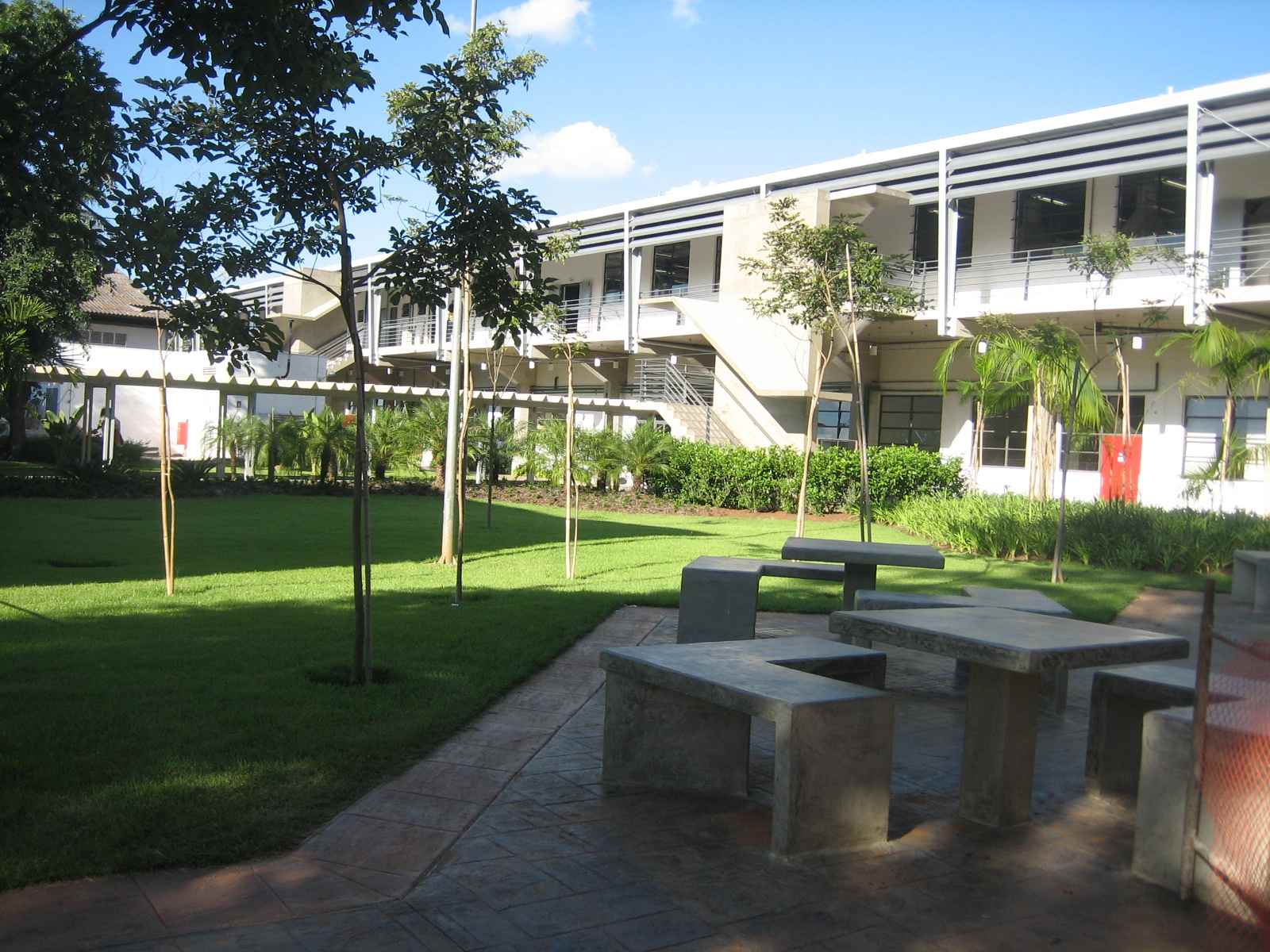
Instituto de Química

A Unicamp é composta por um total de 24 unidades, das quais 10 são institutos e 14 são faculdades.  Como dito acima, a Unicamp também é responsável por 2 instituições de ensino médio e ensino técnico, o Colégio Técnico de Campinas (COTUCA) e o Colégio Técnico de Limeira (COTIL).

### Centros e Núcleos Interdisciplinares de Pesquisa
A universidade é também o lar de 21 centros e núcleos interdisciplinares de pesquisa sobre temas que vão desde a dança e a música (como LUME e CIDDIC) até computação e educação (como NIED). Tais centros e núcleos são vinculados administrativamente à Coordenadoria de Centros e Núcleos Interdisciplinares de Pesquisa (COCEN]).

### Reitores

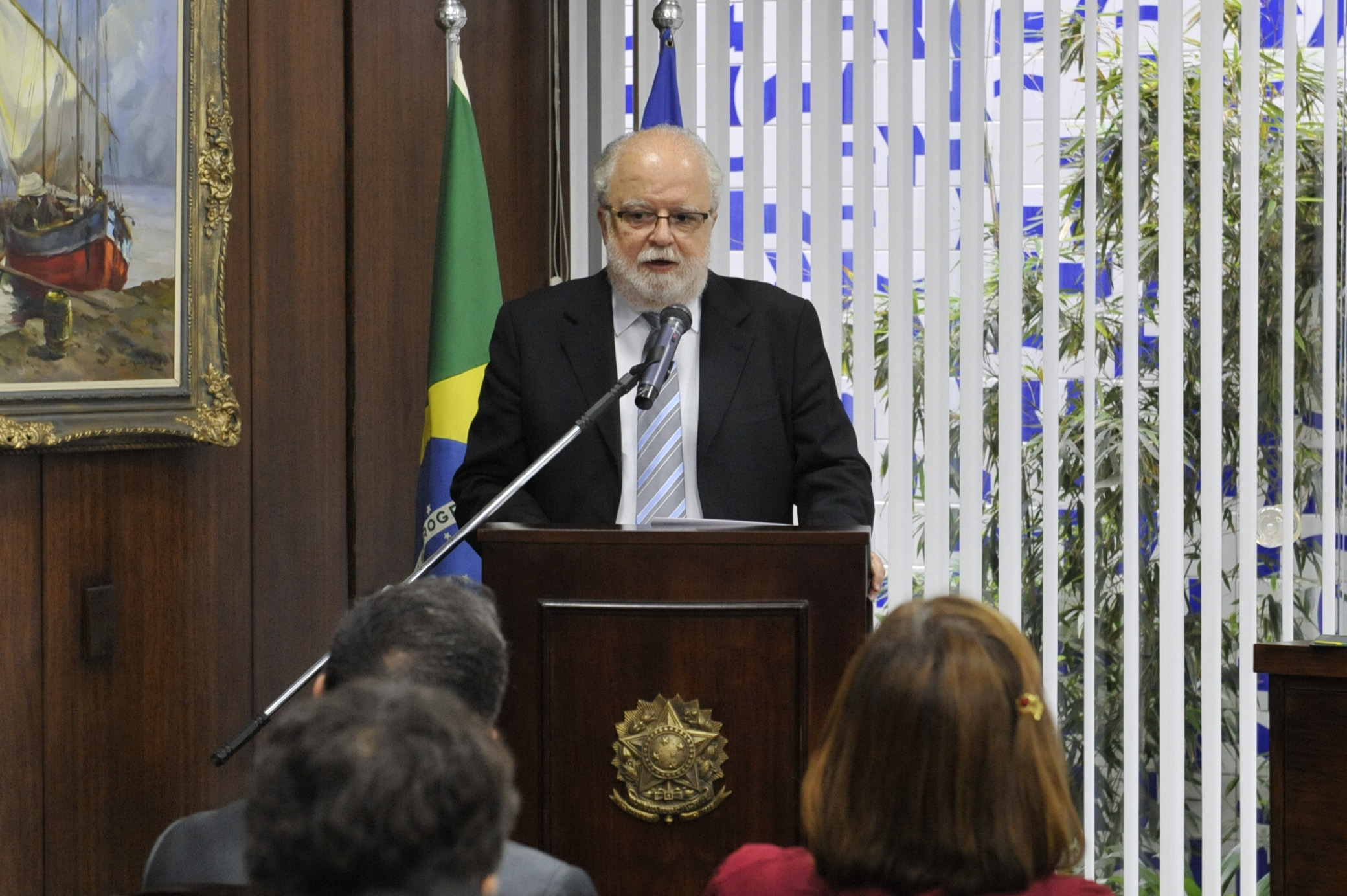
O ex-reitor, José Tadeu Jorge

O reitor é escolhido pelo governador do estado de São Paulo a partir de uma lista de três candidatos eleitos pela comunidade universitária, incluindo estudantes e pessoal administrativo. Tradicionalmente, o governador sempre seleciona o candidato com o maior número de votos, mas mantém o poder para escolher um candidato se assim decidir fazê-lo. O reitor serve para um mandato de quatro anos, antes que uma nova eleição seja realizada, e não pode ser reeleito para um mandato seguinte. Zeferino Vaz foi o primeiro reitor e ocupou o cargo por 12 anos, até a sua aposentadoria compulsória.
1. Zeferino Vaz (1966–1978)
2. Plínio Alves de Moraes (1978–1982)
3. José Aristodemo Pinotti (1982–1986)
4. Paulo Renato Souza (1986–1990)
5. Carlos Vogt (1990–1994)
6. José Martins Filho (1994–1998)
7. Hermano Medeiros Ferreira de Tavares (1998–2002)
8. Carlos Henrique de Brito Cruz (2002–2005)
9. José Tadeu Jorge (2005–2009)
10. Fernando Ferreira Costa (2009–2013)
11. José Tadeu Jorge (2013–2017)
12. Marcelo Knobel (2017–2021)
13. Antônio José de Almeida Meirelles ("Tom Zé") (2021–2025)[61]
14. Paulo Cesar Montagner ("Cesinha") (2025–atualmente)

### Financiamento

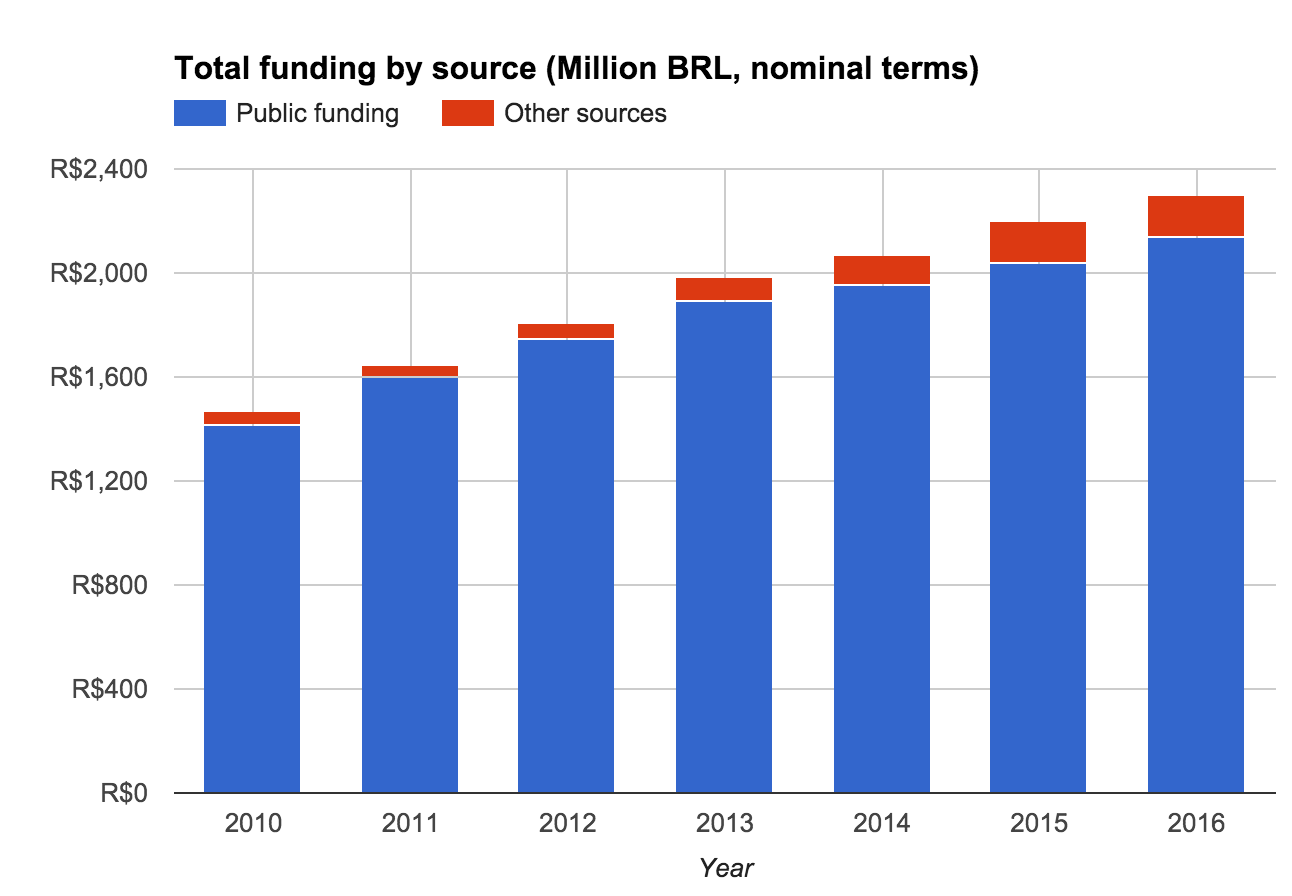
Financiamento anual por fonte

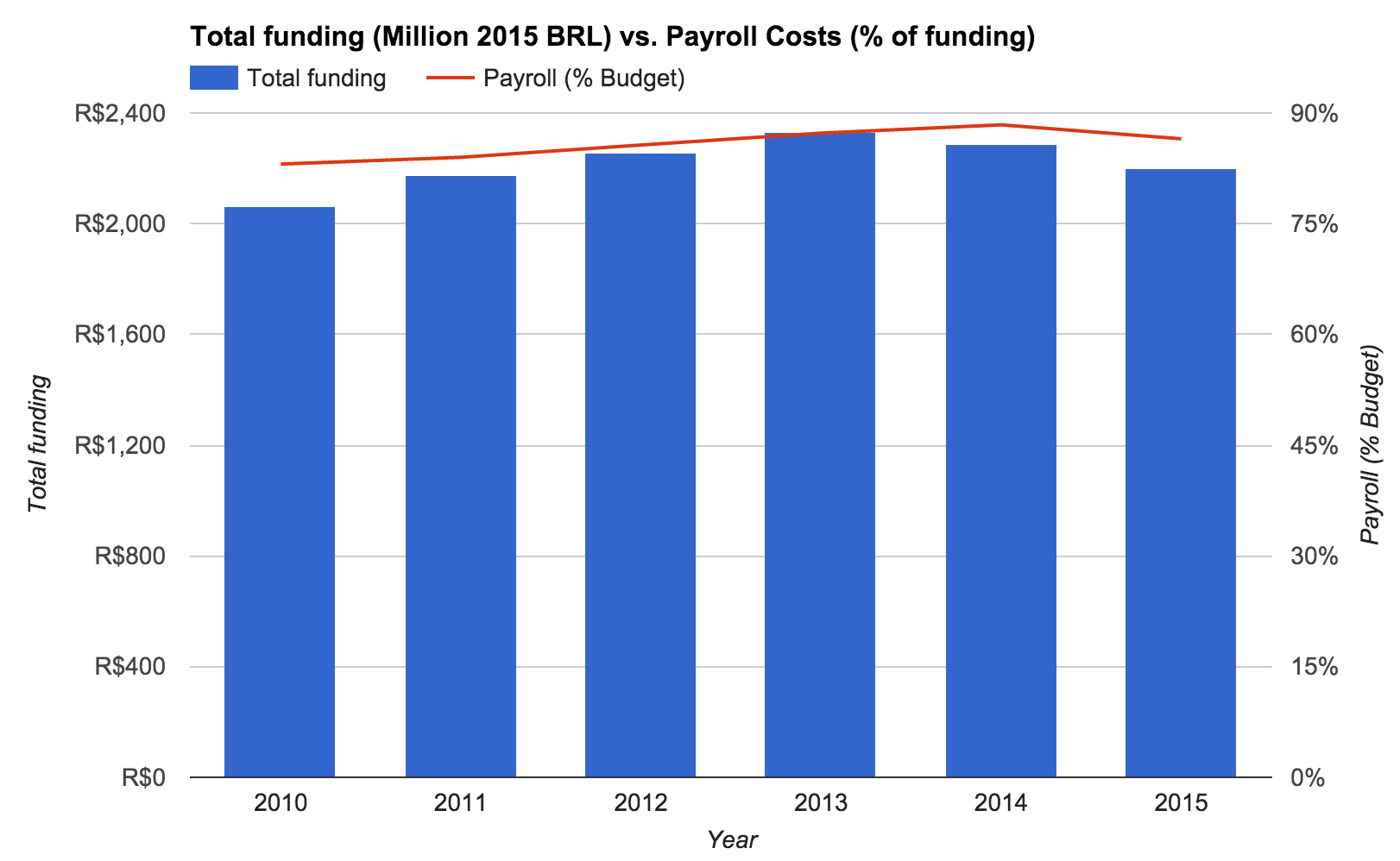
Financiamento em termos reais e folha de pagamento

Assim como outras universidades públicas no Brasil, a Unicamp é quase inteiramente financiada pelo governo, neste caso específico o do estado de São Paulo. O financiamento é dado principalmente a partir de impostos sobre vendas, mas uma pequena percentagem do orçamento total é obtida a partir de doações, pagas por programas de extensão e por empresas patrocinadoras.
O orçamento total proposto para 2016 é de R$ 2,3 bilhões, uma redução de quase 7%, em termos reais, em comparação a 2015. Os custos fixos (salários, juros e serviço da dívida) representam 92,2% do financiamento do governo. E adicionais 4% são gastos em assistência estudantil e 2% em utilitários.
Um problema enfrentado pela Unicamp e outras universidades públicas no Brasil é a elevada dependência de condições econômicas, que afetam diretamente o lucro dos impostos que a financiam, enquanto que a maioria das despesas, folha de pagamento, especialmente, são indexados à inflação. Apesar da situação não ser tão crítica como em universidades semelhantes (na Universidade de São Paulo, folha de pagamento representava mais de 106% do total de fundos disponíveis, em 2014), a Unicamp atualmente enfrenta uma crise de financiamento,  que deve diminuir em termos reais, enquanto a folha de pagamento, que demanda 85% do total de financiamento da universidade, deve aumentar de acordo com a inflação.
A situação financeira é agravada pela longa tendência de aumento da massa salarial acima da inflação, como resposta às greves anuais lideradas pelo Sindicato dos Trabalhadores da UNICAMP (STU).
A Fundação de Amparo à Pesquisa do Estado de São Paulo (FAPESP), maior agência de fomento à pesquisa do país, é responsável por cerca de 40% dos recursos para a pesquisa captados pela universidade, o que equivaleu a 131 milhões de reais no ano de 2011. Em 2002, Carlos Henrique de Brito Cruz, físico e e ex-reitor da Unicamp, assumiu a presidência da FAPESP.

## Academia
Na Unicamp, os estudos acadêmicos são, geralmente, divididos em quatro áreas principais: ciências exatas (que inclui ciências formais e físicas), ciências humanas (aproximadamente equivalente a ciência social, incluindo artes), ciências biológicas (equivalente às ciências da vida) e tecnologias (incluindo a engenharia e estudos técnicos). Esta divisão reflete sobre como a universidade é estruturada de acordo com o projeto do campus.

### Cursos de graduação

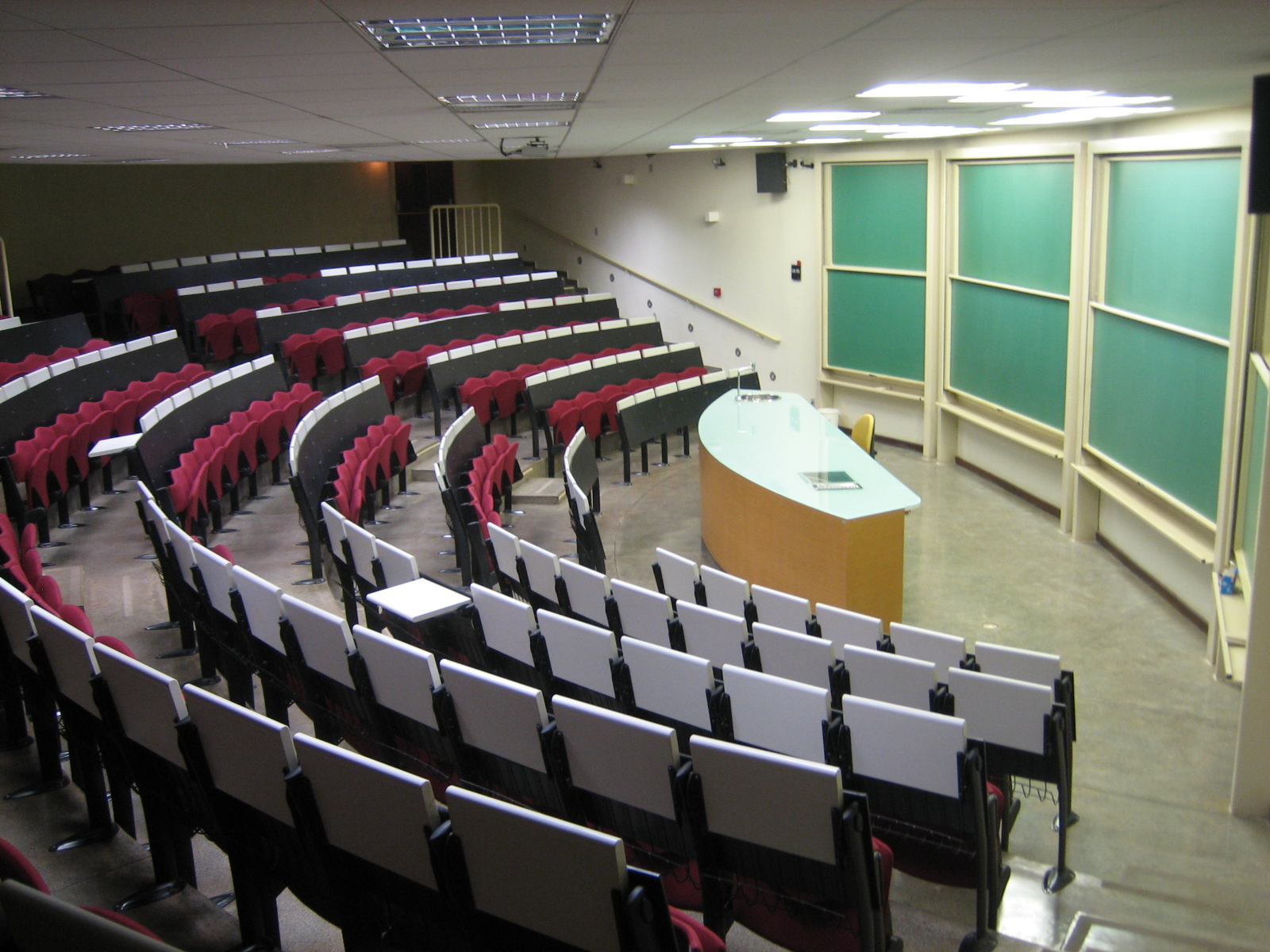
Sala de aula no campus principal

A Unicamp oferece 70 cursos diferentes de graduação, que cobrem quase todas as diferentes áreas da ciência. Concluir um curso de graduação garante bacharelado ou licenciatura, embora alguns cursos ofereçam ambos os graus. Em linha com o sistema educacional brasileiro, a graduação é necessária para a prática de qualquer profissão, incluindo o direito e a medicina, então os cursos de graduação variam em duração para fornecer todo o treinamento necessário. A maioria dos cursos na Unicamp duram um total de quatro anos, mas os cursos de engenharia normalmente duram cinco anos, enquanto os de medicina duram seis anos.
O ano letivo está alinhado ao ano civil, com aulas que geralmente começam no final de fevereiro e terminam no início de dezembro, início do verão no Brasil. O ano letivo é dividido em dois semestres. Apesar de haver uma sugestão de currículo para cada curso, os alunos são livres para escolher as aulas que querem assistir durante um determinado semestre e a atribuição das aulas é feita na base no rendimento escolar médio, sendo que o aluno melhor classificado tem prioridade na escolha das aulas que preferir.

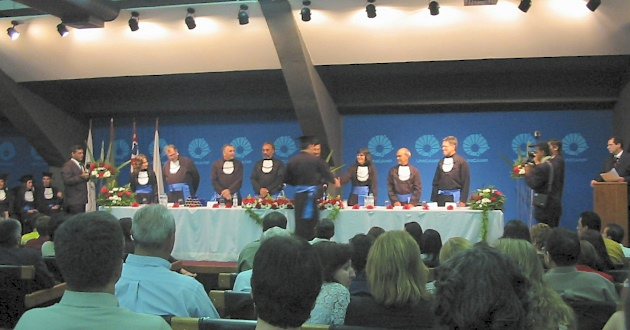
Uma cerimônia de graduação

Os estudantes são admitidos a um único curso e deverão assistir todas as aulas necessárias para conclui-lo no número de semestres previstos, embora eles podem ter 50% a mais de tempo antes de enfrentar medidas administrativas. Enquanto cada curso normalmente é gerenciado por uma única escola ou instituto (exceções se aplicam, tais como engenharia da computação, co-gerida pelo Instituto de Computação e pela Faculdade de Engenharia Elétrica e de Computação), as aulas são ministradas em diferentes institutos ou faculdades.
As turmas normalmente variam entre 30 e 60 alunos por ano, para cada curso, mas alguns cursos podem ter mais de 100 alunos por ano e são nomeados pelo ano de admissão: a classe de 2015 é composta por todos os alunos ingressantes no ano de 2015, independentemente da duração do curso ou a previsão de formatura. Não há uma cerimônia de formatura unificada, sendo que cada faculdade ou instituto, conduzindo sua própria.

### Cursos de pós-graduação
A Unicamp oferece 153 cursos de pós-graduação, com cerca de metade de mestrados, atendendo quase 16 mil alunos,  um terço dos que vêm de fora do estado de São Paulo e cerca de 5% de outros países. Assim como a graduação, os estudantes não têm que pagar nenhuma mensalidade. Apesar dos cursos serem geridos pela reitoria, o aluno têm muita liberdade para definir o foco, a duração e o processo de admissão de cada curso de pós-graduação.

### Cursos de extensão e de sensibilização da comunidade

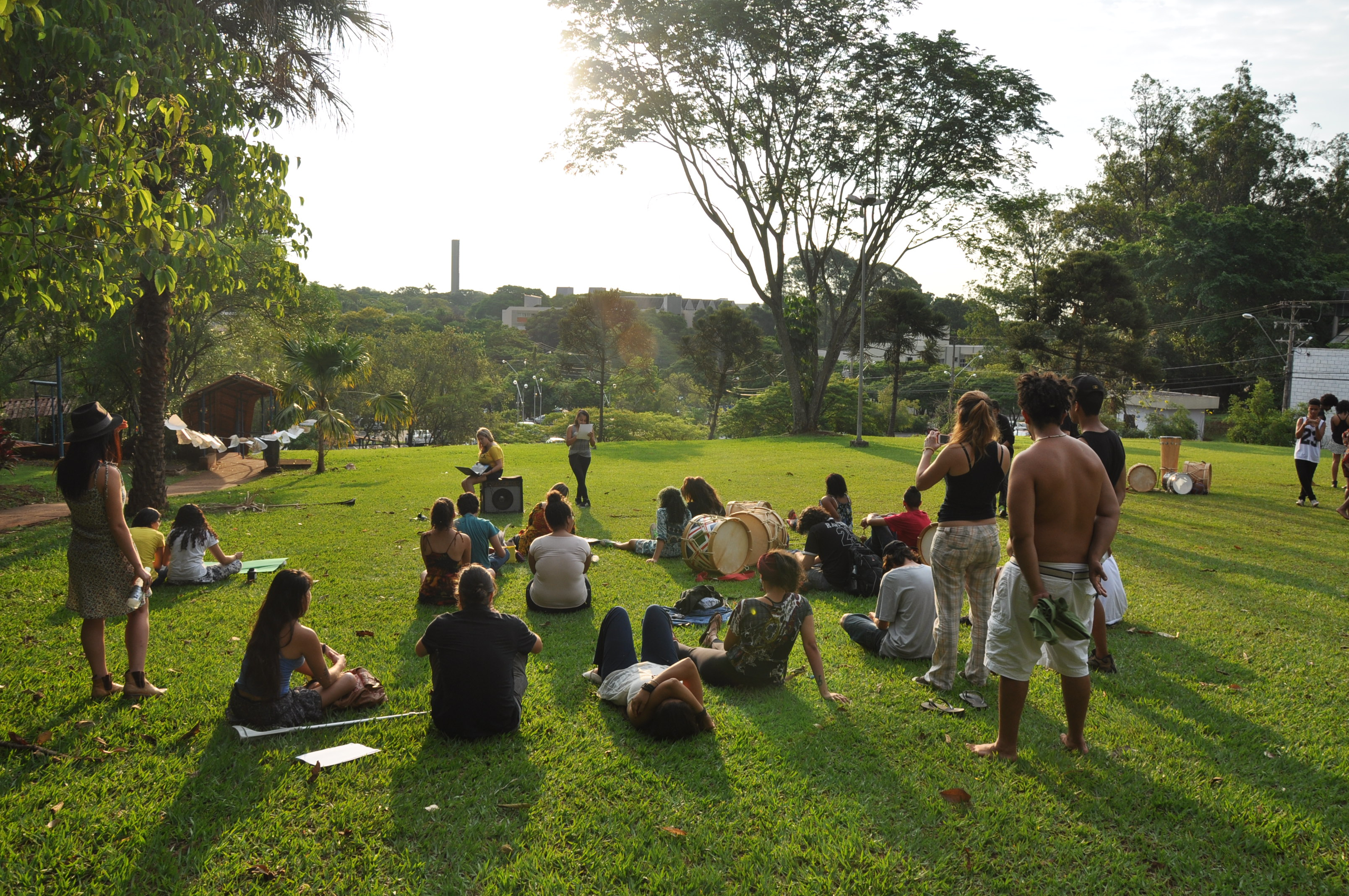
Apresentação artística na Unicamp

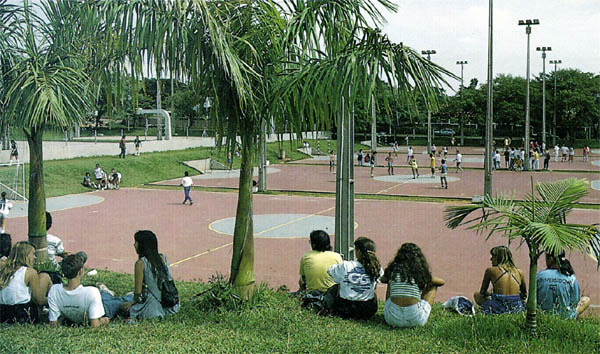
Parte do complexo esportivo da Faculdade de Educação Física

A Unicamp oferece mais de mil cursos de extensão para a comunidade, com diferentes níveis de requisitos mínimos  (grau de ensino, graduação, etc.) e em todas as áreas de estudo, concentrados principalmente na especialização e em cursos de extensão comunitária. Os programas são, principalmente, coordenados pela Pró-Reitoria de Extensão e Assuntos Comunitários (PREAC), que visa promover ações de extensão e cultura, através da integração com a sociedade, a difusão e a aquisição de conhecimento através da comunidade acadêmica.
Os programas de especialização são oferecidos pela escola de extensão da Unicamp, a Extecamp, ou diretamente pelas faculdades e institutos. Nos últimos 25 anos, mais de 100 mil estudantes foram alcançados e, em 2014, a Unicamp juntou-se Coursera e atualmente oito cursos on-line estão sendo oferecidos, dois deles estão entre os mais populares cursos no Brasil da Coursera. A divulgação de ações acontecem de várias maneiras, como eventos, publicações e de produtos e serviços tecnológicos, educacionais, culturais e sociais. O Coordenadoria de Desenvolvimento Cultural abriga vários eventos, normalmente abertos para a comunidade do entorno. Eventos também são realizados no Espaço Cultural Casa do Lago e no Centro Cultural de Inclusão e Integração Social.
A cada ano, a Unicamp também hospeda um dia de portas abertas, o evento Unicamp de Portas Abertas (UPA), em que o campus principal é visitado por mais de 50 mil alunos de ensino médio de todo o país. O evento oferece palestras e discussões sobre o papel da universidade na sociedade, bem como apresentações sobre carreiras profissionais e passeios, onde os alunos visitam várias áreas da universidade e compreendem melhor as diferentes áreas de estudo.

### Faculdade
A Unicamp emprega cerca de 1,8 mil professores, sendo que quase todos têm pelo menos um doutorado. A carreira na faculdade está estruturada em três grandes níveis:
- Professor Doutor: os candidatos devem possuir doutorado ou grau equivalente;[88]
- Professor Associado: os candidatos devem possuir um título de Livre Docente, título semelhante a habilitação;
- Professor Titular – MS-6 (topo do ranking, apenas os professores MS-6 são admitidos para ocupar cargos como reitor de uma Faculdade/Escola ou reitor da Universidade).

A contratação é feita através de um concurso público, incluindo um teste escrito, um exame de didática, histórico acadêmico e análise de outros critérios. O mesmo processo é necessário para os professores que almejam mudar de nível. Os dois primeiros níveis também incluem sub-níveis e os professores são promovidos entre eles por mérito. O salário médio mensal para um professor assistente é de cerca de 10 mil reais, enquanto que para professor titular gira em torno de 15 mil reais. Exclusivamente entre as universidades públicas no Brasil, a Unicamp tem uma carreira focada em tempo integral a pesquisa. Atualmente, existem cerca de 100 pesquisadores de tempo integral na universidade.
A Unicamp também mantém um importante programa para a formação pedagógica de professores universitários. O Programa de Estágio e Capacitação Docente (PECD), desenvolvido na universidade entre os anos de 1993 e 2000, foi criado com este objetivo. A partir de então o projeto foi renomeado para Programa para Estágio Docente (PED) e ainda serve como um instrumento para criação de futuros docentes, através do aperfeiçoamento da formação dos pós-graduandos da Unicamp (mestrado e doutorado).

### Alumnie professores notáveis
Zeferino Vaz importou vários professores renomados dos Estados Unidos no início da universidade, tais como Edwin Willis, um ornitólogo estadunidense que lecionou na Unicamp e casou-se com a também ornitóloga Yoshika Oniki, com quem ele publicou em 2003 o livro Aves do estado de São Paulo, em que descrevem todas as espécies de aves do paulistas e apresentam pranchas coloridas de cada ave feitas por Tomas Sigrist.
O linguista estadunidense Daniel Everett matriculou-se na universidade no outono de 1978, para continuar a estudar a língua pirahã, que ele afirma ter elementos que contradizem a gramática universal defendida e reformulada ao longo dos anos por Noam Chomsky e seu grupo de estudos. Sua tese de mestrado, Aspectos da Fonologia do Pirahã, foi escrito sob a direção do Dr. Aryon Rodrigues, um dos principais especialistas em línguas amazônicas e foi concluída em 1980. Seu dissertação de doutorado, A Lingua Pirahã e Teoria da Sintaxe, concluída em 1983, foi escrita sob a direção do Dr. Charlotte Chamberlland Galves.
Entre os antigos membros polêmicos da Unicamp, Ricardo Molina e Badan Palhares, perito em fonética forense e legista, respectivamente, ficaram conhecidos por suas participações na investigação do caso do assassinato de Paulo César Farias (PC Farias), assessor do ex-presidente Fernando Collor. Marcos Eberlin, químico professor do Instituto de Química e membro da Academia Brasileira de Ciências, também é conhecido por sua defesa de uma pseudociência conhecida como design inteligente.
César Lattes, físico brasileiro co-descobridor do méson pi, descoberta que levou o Prêmio Nobel de Física de 1950, também ajudou a fundar o Instituto de Física Gleb Wataghin da Unicamp, onde foi um dos professores. Também foi diretor do Departamento de Raios Cósmicos, Altas Energias e Léptons da universidade. Lattes aposentou-se em 1986, quando recebeu o título de doutor honoris causa e professor emérito pela Unicamp.

### Pesquisas pioneiras
A Xylella fastidiosa, uma bactéria causadora de doenças em plantas economicamente importantes, teve seu genoma sequenciado em projeto pioneiro no Brasil lançado pela FAPESP e coordenado pelo professor Paulo Arruda, da Unicamp. Foi o primeiro sequenciamento genético de uma bactéria fitopatogênica no mundo.

### Sistema de biblioteca

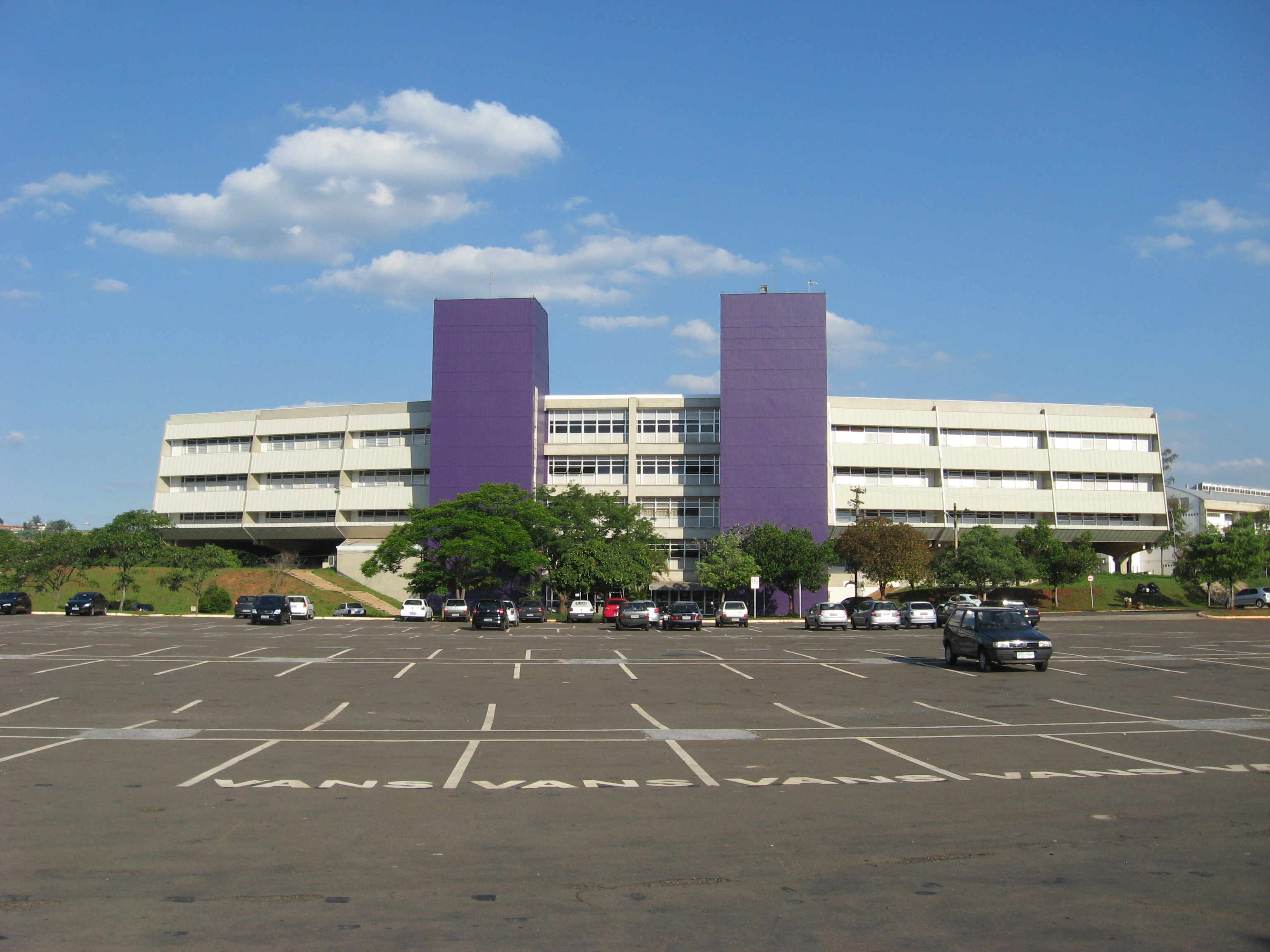
Biblioteca Central César Lattes

O Sistema de Bibliotecas da Unicamp (SBU) é composto por uma grande biblioteca central, nomeado em honra a César Lattes, e 27 outras bibliotecas satélite, localizadas em instituições individuais, com um acervo de mais de 1 milhão de volumes, além de centenas de milhares de livros e periódicos acadêmicos. O sistema foi criado oficialmente em 1983, agregando as várias bibliotecas independentes que operavam em toda a universidade. A grande biblioteca central foi inaugurada seis anos mais tarde, em 1989.
A biblioteca de sistema é automatizado e suas coleções que podem ser acessados e procurados na Internet. Sua Biblioteca Digital suporta uma base de dados com mais de 25 mil dissertações de mestrado apresentada na universidade, bem como o acesso para as maiores bibliotecas eletrônicas de revistas acadêmicas em todo o mundo. Ela também inclui vários históricos de bibliotecas e arquivos de mídia focada em autores específicos e tópicos, tais como o Arquivo Edgard Leuenroth e coleções de César Lattes, Sérgio Buarque de Holanda, Monteiro Lobato e outros.

## Admissão

### Cursos de graduação
| Cor ou raça   | Inscritos | Admitidos | Estado de São Paulo |
| ------------- | --------- | --------- | ------------------- |
| Brancos       | 72,4%     | 68,6%     | 63,9%               |
| Pardos        | 15,4%     | 18,2%     | 29,1%               |
| Asiáticos     | 5,0%      | 5,0%      | 1,4%                |
| Pretos        | 3,8%      | 4,0%      | 5,5%                |
| Nativos       | 0,2%      | 0,2%      | 0,1%                |
| Não declarado | 3,2%      | 4,0%      | 0,0%                |

Como outras universidades públicas brasileiras, a admissão para cursos de graduação se dá por meio do vestibular. Enquanto outras universidades do país, especialmente as geridas pelo governo federal, usam o Exame Nacional do Ensino Médio (ENEM) como vestibular, a Unicamp tem seu próprio exame nacional aplicado anualmente por sua Comissão Permanente para os Vestibulares (COMVEST) em duas fases. Geralmente, a primeira fase acontece em novembro e é um teste composto por 90 questões de múltipla escolha de conhecimentos gerais. Os candidatos para os cursos que exigem habilidades específicas (tais como a música, a arquitetura, a dança, e outros) devem passar por um teste de conhecimento específico antes mesmo da primeira fase.
A seleção para o processo de admissão é específica do curso. Os candidatos que obtenham uma nota padrão mínima na primeira fase são selecionados para participar da segunda fase, que acontece durante dois dias de janeiro, onde eles devem responder 48 perguntas escritas, além de escrever dois longos ensaios, em temas selecionados por avaliação do conselho.
O vestibular da Unicamp é muito competitivo e é considerado um dos mais difíceis do Brasil. Em 2015 foram 77 145 inscritos para apenas 3 320 vagas, ou 23 candidatos para cada vaga em um curso de graduação, uma média de taxa de aceitação de 4,3%. O exame abrange todos os tópicos ensinados no sistema de ensino médio brasileiro, incluindo português, matemática, história brasileira e mundial, geografia, biologia, física, química, sociologia, filosofia, artes e inglês. Apesar disso, as perguntas dos exames são, geralmente, interdisciplinares.
| Curso            | Tamanho da classe | Aplicações | Taxa de aceitação |
| ---------------- | ----------------- | ---------- | ----------------- |
| Medicina         | 110               | 24 206     | De 0,5%           |
| Arquitetura      | 30                | 3 342      | 0,9%              |
| Comunicação      | 30                | 1 508      | 2,0%              |
| Biologia         | 45                | 2 045      | 2,2%              |
| Engenharia Civil | 80                | 3 582      | 2,2%              |

As graduações mais competitivas são: Medicina, com 0,5% de taxa de aceitação; Arquitetura e Urbanismo, com 0,6%; e Comunicação, com 2%. Esta alta competitividade leva muitos alunos a cursos pré-vestibular, geralmente oferecidos por instituições de ensino privadas ou geridos por alguma associação ou organização. Muitos cursinhos privados têm aulas especiais focadas especificamente nos cursos mais competitivos, como o de medicina, o que os torna muito caros. É comum encontrar estudantes admitidos em Medicina, Engenharia e outros cursos depois de vários anos de cursos preparatórios.
A maioria das melhores instituições de ensino médio e preparatórias no Brasil são particulares e muito caras e representam a maioria das admissões em universidades públicas brasileiras, levando a um aumento da desigualdade no país. Para corrigir isso, a Unicamp introduziu em 2004, o Programa de Ação Afirmativa e Inclusão Social (PAAIS), que permite que provenientes do ensino médio em instituições de ensino públicas recebam um bônus de pontuação no vestibular. Apesar de não focar em fatores raciais e étnicos, ao longo dos anos, o PAAIS aumentou o número de admissão de minorias de instituições de ensino públicas, como negros e nativos brasileiros, historicamente, os grupos sociais e econômicos mais fragilizados no Brasil. Com este programa, cerca de 30% das admissões passaram a ser provenientes de instituições de ensino públicas e a participação de minorias aumentou de 10% para cerca de 30%.
Além do PAAIS, a UNICAMP adotou em 2011 um plano piloto para a inclusão de alunos de instituições de ensino públicas de Campinas na universidade, o Programa de Formação Interdisciplinar Superior - ProFIS. O ProFIS garante que no mínimo um e no máximo dois alunos de cada instituições de ensino pública de Campinas ingresse na UNICAMP, onde fazem um curso sequencial superior de formação geral. Ao total são 120 alunos que ingressam no ProFIS. Esse curso tem duração de dois anos, podendo ser concluído em até 3 anos. Após a conclusão a UNICAMP garante a cada aluno uma vaga em um de seus cursos de graduação, entretanto a escolha do curso ocorre de acordo com o desempenho do aluno durante o ProFIS. No ano de 2018, a universidade deu origem ao seu primeiro vestibular indígena voltado para pessoas indígenas. O vestibular possui características diferentes do vestibular tradicional, possuindo cinquenta questões e fase única.
Em 02 de abril de 2025, o Conselho Universitário da UNICAMP aprovou, por unanimidade, a implementação de cotas para pessoas transexuais, travestis e não-binárias nos cursos de graduação. Isso significa que essas pessoas terão vagas adicionais ou regulares reservadas para elas nos cursos, desde que se autodeclarem como tal, apresentem um relato de vida escrito e tentem ingressar na universidade pelo ENEM.

### Cursos de pós-graduação
Ao contrário das admissões de graduação, não existe um processo único de admissão para estudantes de pós-graduação. Cada instituição dentro da Unicamp tem seu próprio conjunto de procedimentos, que geralmente incluem um exame de admissão, que pode ser específico da Unicamp ou um exame padrão aplicado em todo o país, como ANPEC para a economia e PosComp para ciência da computação. Além do exame, o processo geralmente inclui uma análise de história acadêmica, entrevistas e, em muitos casos, requer a apresentação de um projeto de pesquisa a ser realizado durante a pós-graduação.

## Vida estudantil

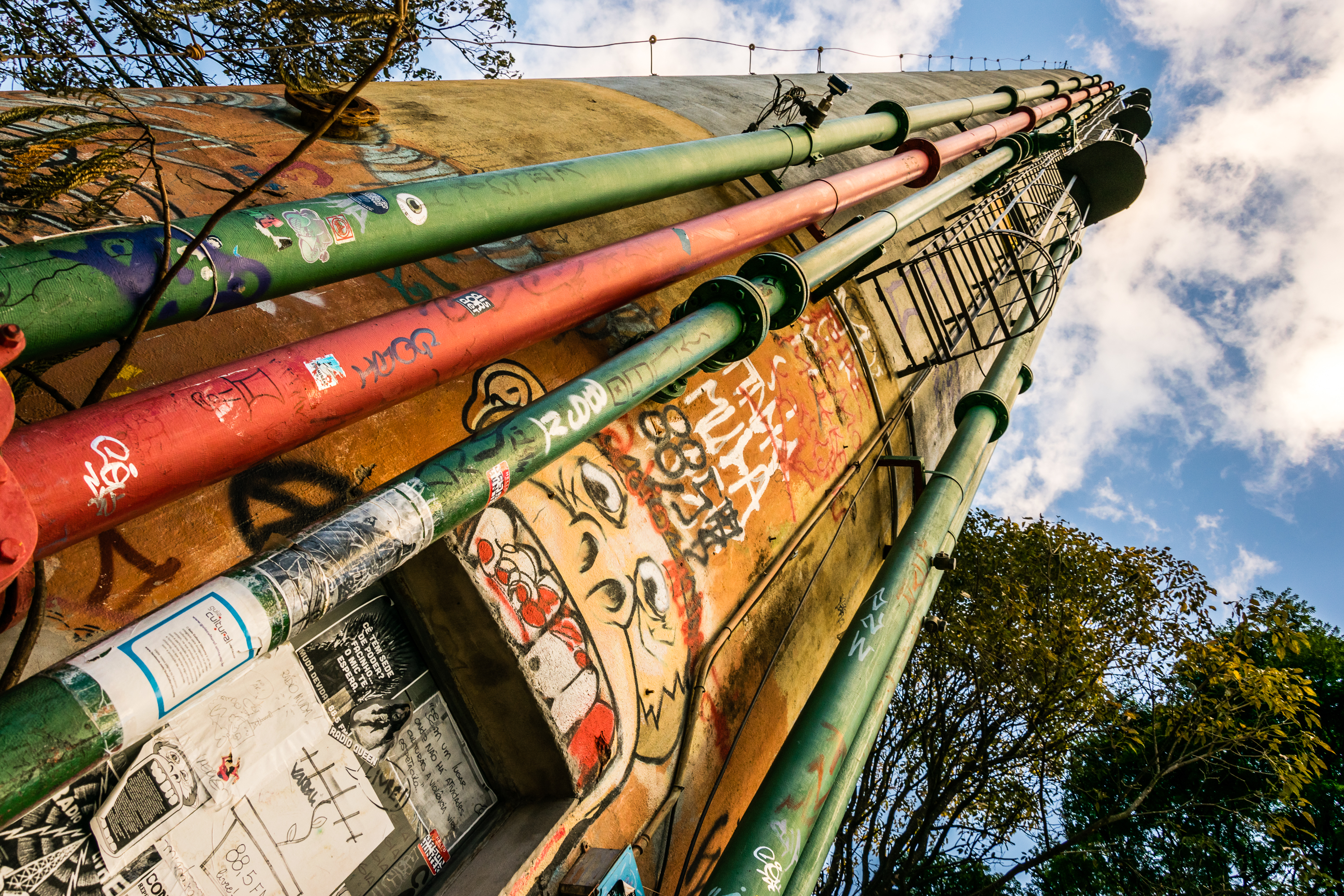
A torre de água central, a sede da rádio estudantil "Rádio Muda"

### Moradias
Como em outras universidades, a Unicamp não oferece moradias estudantis em larga escala e a maioria dos estudantes vivem perto do campus ou em Campinas. Uma tradição do Brasil, herdada de universidades portuguesas, são as repúblicas estudantis, onde vários estudantes alugam grandes casas ou apartamentos e vivem juntos. Como o campus é relativamente distante do centro de Campinas e há um grande número de alunos provenientes de outras cidades, as repúblicas desempenham um papel fundamental na vida do aluno, servindo como centros de vida social, locais para festas e também áreas de estudo e trabalho. Enquanto algumas repúblicas existem há décadas e, por vezes, mudam de uma casa para outra, a maioria é formada por alunos da mesma classe ou de cursos e duram por alguns anos.
Além das repúblicas, quitinetes são muito comuns em torno da universidade. Embora mais caras do que as casas partilhadas, elas proporcionam mais privacidade e contratos mais flexíveis, bem como são mobiliadas.

#### Moradias estudantis
A Unicamp oferece uma quantidade limitada de alojamentos gratuitos para estudantes de baixa renda no complexo da Residência Estudantil. Construído em 1992, está localizado perto do centro de Barão Geraldo, a cerca de quatro quilômetros da Unicamp e é servido por um transporte que leva os alunos para o campus gratuitamente. O complexo tem 226 casas de 60 metros quadrados com uma capacidade de quatro alunos por casa, e 27 quitinetes de 46 metros quadrados. Há um total de 904 vagas em casas e 54 adultos nas quitinetes. Os critérios de atribuição é a renda, sendo que os estudantes mais pobres recebem prioridade.
A Residência Estudantil apoia vários projetos culturais desenvolvidos por voluntários, trabalhadores e estudantes que são abertos à participação das comunidades interna e externa. Eles incentivam a formação interdisciplinar e a integração entre os residentes, alunos e a comunidade externa. A diversidade de raças e culturas, trazidas por colegas de outros estados e países é uma vantagem para os moradores que moram na moradia, pois facilita o exercício pleno da cidadania, através da prática dos seus direitos e deveres dentro da comunidade.

### Restaurantes universitários

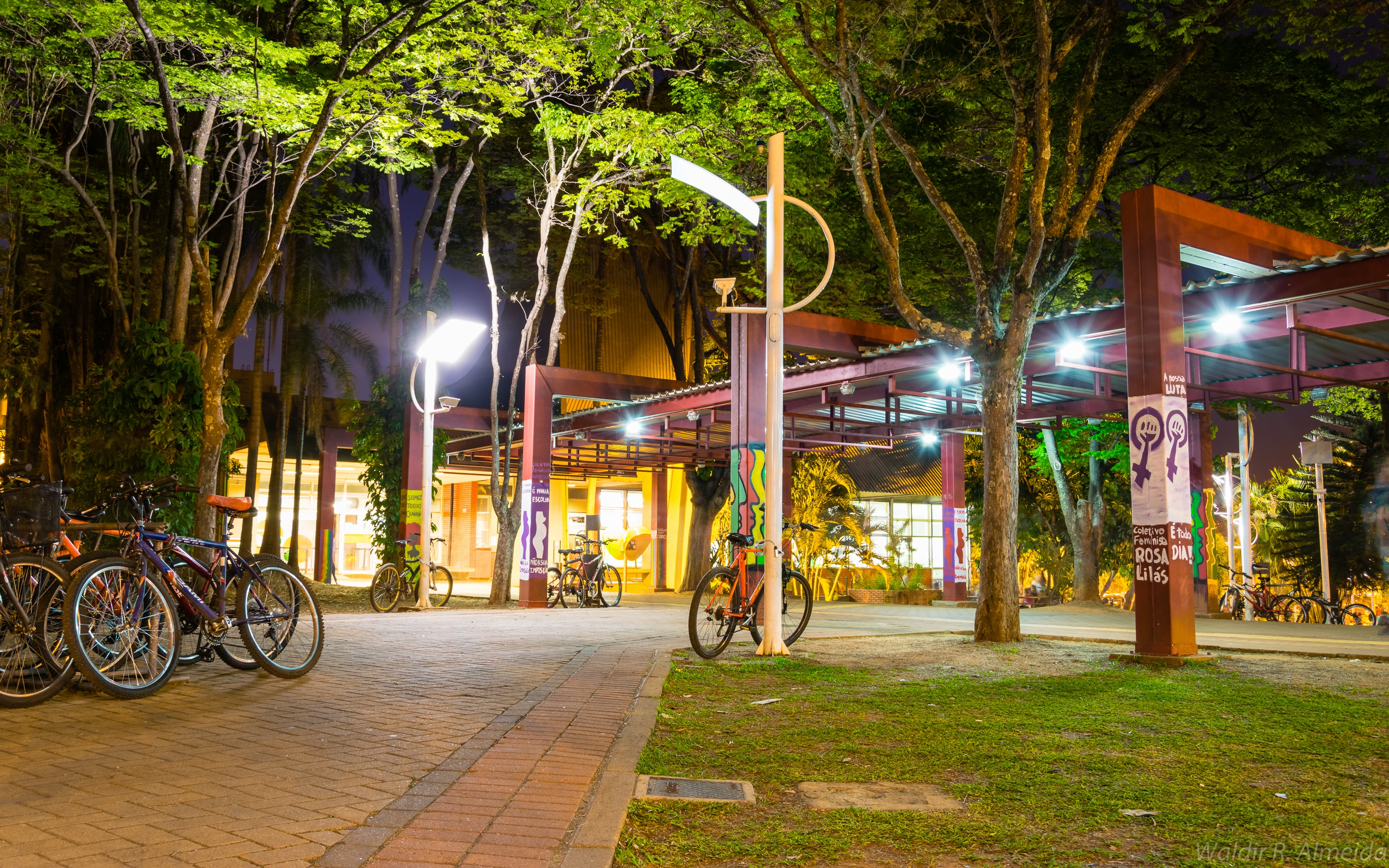
Entrada principal do restaurante universitário

Existem vários restaurantes operados e subsidiados pela universidade. Comumente chamados de bandejão, devido à bandejas de metal usadas para servir os alunos, os restaurantes oferecem até três refeições por dia (café da manhã, almoço e jantar). O valor das refeições para os estudantes é de dois reais para o café da manhã e três reais para almoço e jantar, preços recentemente atualizados, após mais de uma década sem reajuste. Funcionários e visitantes pagam valores maiores e devem, caso a caso, informar-se a respeito do custo. O principal bandejão está localizado perto do centro do campus e recebe estudantes de diferentes áreas da universidade, sendo que funciona como o coração social informal da universidade, onde eventos, festas e campanhas políticas são anunciados para os alunos.
Os restaurantes da universidade muitas vezes contam com nutricionistas e engenheiros de alimentos que estudam na universidade e oferecem um cardápio balanceado que satisfaz as necessidades nutricionais da população universitária, atendendo a mais de 10 mil refeições por dia no campus principal. O menu consiste, normalmente, de arroz e de feijão, típico prato brasileiro, um tipo de carne (frango, carne, salsicha, carne de porco, etc.), texturizado de proteína de soja para os vegetarianos, salada, suco e sobremesa.
Há três restaurantes no campus principal, com dois outros restaurantes localizados nos campi de Limeira e Piracicaba. Além dos restaurantes subsidiados, há várias pequenos restaurantes e lanchonetes por todo o campus e em Barão Geraldo, muitas vezes, apenas a uma curta distância a pé do campus.

### Esportes

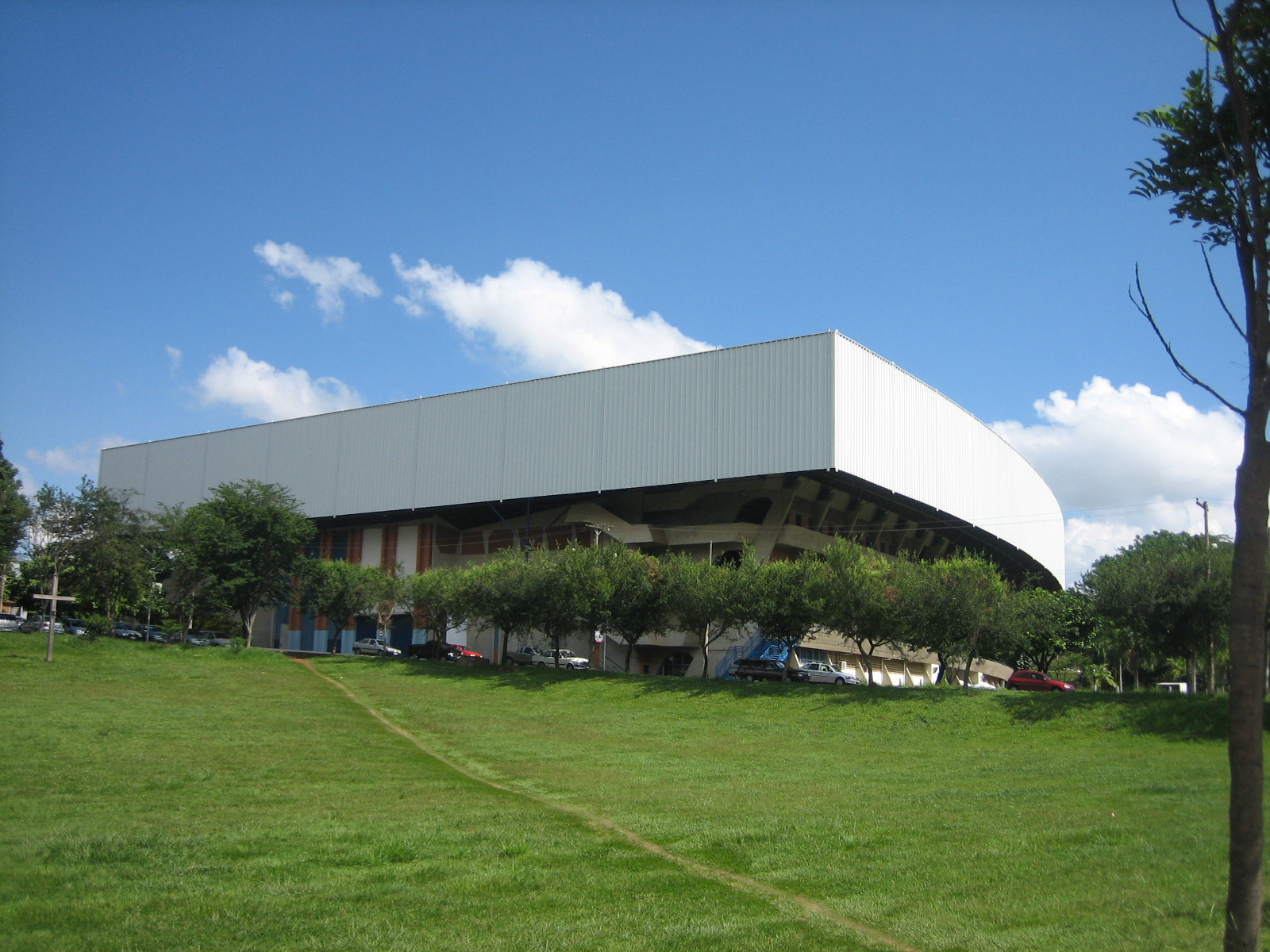
Arena de esportes e centro de convenções

Não há programas esportivos patrocinados pela Unicamp, sendo que competições esportivas, quer internas ou jogadas com outras universidades, são inteiramente organizadas pelos alunos. A Liga das Atléticas da Unicamp, uma ampla liga universitária das diferentes associações atléticas, é responsável pela organização interna de eventos esportivos, como os Jogos Olímpicos da Unicamp.
Além de competições internas, existem jogos externos entre várias universidades, com foco em diferentes áreas de estudo: na Intermed, estudantes de medicina de diferentes universidades competem uns contra os outros, enquanto que nas Engenharíadas, estudantes de engenharia se reúnem para a prática de esportes. Os jogos são realizados na cidade de uma das universidades participantes durante um final de semana e os alunos ficam alojados em instituições de ensino públicas, fazendas e hotéis.
A universidade tem um centro esportivo com quadras de basquete, vôlei, um campo de futebol, um campo de atletismo com pistas de corrida, uma piscina olímpica e um ginásio coberto com um centro de convenções anexo.

## Na cultura popular

### Incidente de Varginha
A Unicamp é considerada por ufólogos como a "Área 51 do Brasil", porque o governo supostamente manteria uma área subterrânea secreta, que teria o nome de "Pavilhão 18" e estaria localizada embaixo do Instituto de Química. Em 1996, houve relatos do avistamento de um extraterrestre no município de Varginha, Minas Gerais, episódio comumente chamado de Incidente de Varginha. Na época, houve relatos de uma suposta intervenção do Exército Brasileiro na região, que teria levado o corpo de um ser extraterrestre para a universidade. Em nota oficial sobre o tema, a Unicamp afirmou que "interpreta o assunto como um mito que prosperou no imaginário popular e nega qualquer afirmação ou insinuação a esse respeito".

## Prêmio de Reconhecimento Acadêmico em Direitos Humanos Unicamp – Instituto Vladimir Herzog
Em dezembro de 2020, a Unicamp anunciou o 1º Prêmio de Reconhecimento Acadêmico em Direitos Humanos Unicamp – Instituto Vladimir Herzog. Na sua primeira edição, o prêmio será destinado para as pesquisas acadêmicas de graduação (Iniciação Científica ou Monografia de Conclusão de Curso) e de pós-graduação stricto sensu das universidades públicas do Estado de São Paulo (Unicamp, USP e Unesp), que mostrem "efetiva contribuição para a proteção e
defesa do direito à vida, dignidade humana e justiça social e sejam exemplo de defesa da liberdade e responsabilidade científica para a melhoria da humanidade."
Categorias
- Ciências exatas e tecnologia;
- Ciências naturais, da saúde e meio ambiente;
- Ciências sociais e educação;
- Ciências da comunicação e linguagem